# Theater Bremen

Das seit der Spielzeit 2012/2013 gültige Logo des Theater Bremen

Ehemaliges Logo – gültig ab der Spielzeit 2007/2008 bis einschließlich der Spielzeit 2011/2012

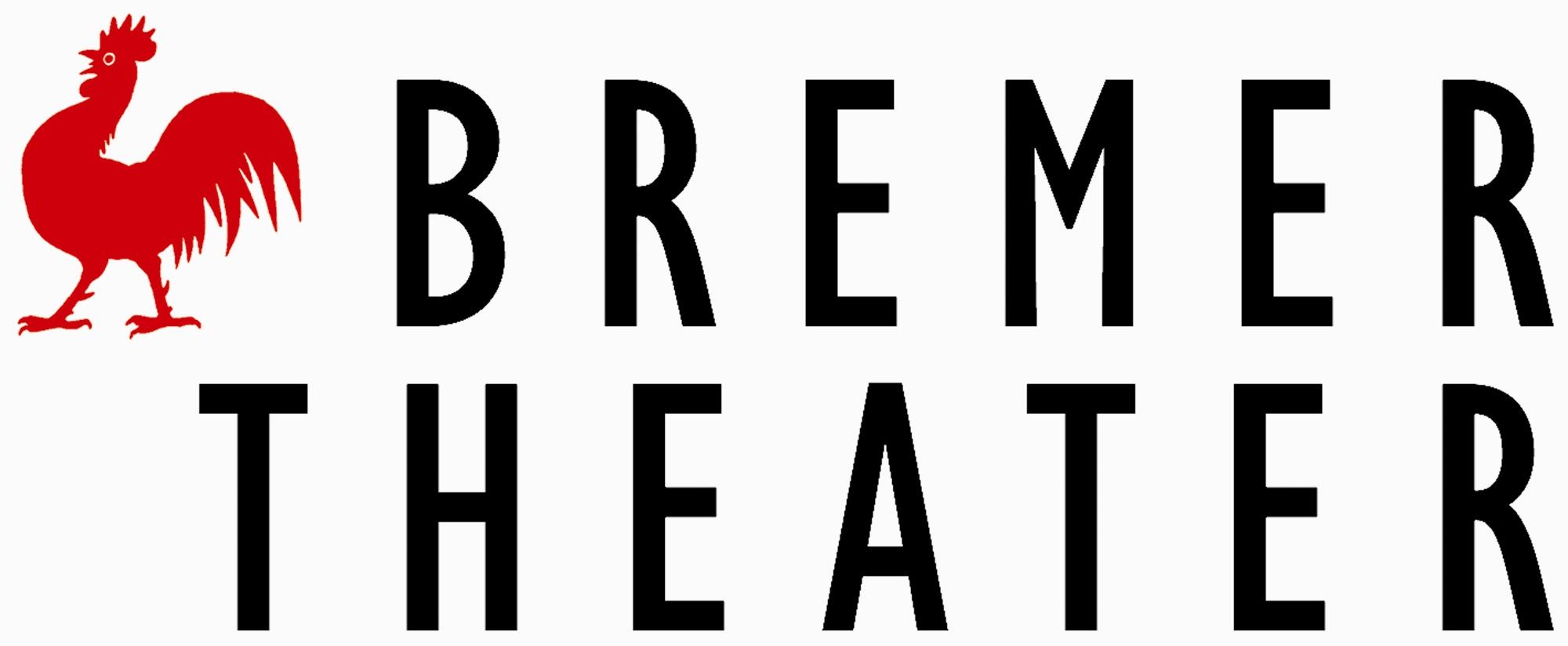
Ehemaliges Logo mit dem alten Namen – gültig bis einschließlich der Spielzeit 2006/2007

Das Theater Bremen ist ein Stadttheater und ein Vierspartentheater mit Musiktheater, Schauspiel, Tanz sowie Jungem Theater in der Stadt Bremen. Die vier räumlich zu einem Straßenblock gehörenden und architektonisch verbundenen Spielstätten bilden die unterschiedlichen Bühnen der Institution. Sie bieten zusammengerechnet bis zu 1249 Zuschauern Platz. Im Bereich des Musiktheaters arbeitet das Theater seit 1917 mit dem bereits 1820 gegründeten Orchester Bremer Philharmoniker zusammen, an dem es zu 22 % beteiligt ist. Internationale Bekanntheit erlangte das Theater ab 1962 während der Intendanz Kurt Hübners, der mit innovativen und avantgardistischen Schauspielproduktionen den „Bremer Stil“ prägte und das Theater zu einem Experimentierlabor der deutschen Kulturlandschaft machte.

## Geschichte

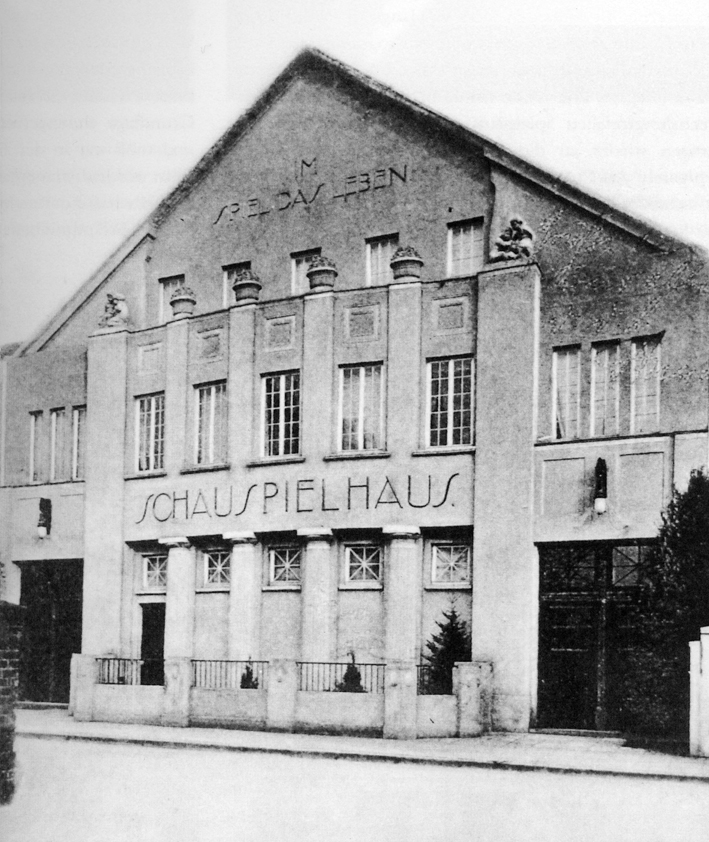
Wiegands und Ichons Schauspielhaus von 1910 in der Neustadt

### Ein neues Theater in der Stadt (1910–1933)
Das dominierende Theater in Bremen war über Jahrzehnte das Stadttheater in den Wallanlagen. Nach einem Intendantenwechsel verlagerte sich dessen Aufführungsschwerpunkt signifikant auf das Musiktheater, sodass dem Schauspiel in der Hansestadt kaum noch eine Bühne geboten wurde. Aus diesem Grund entschlossen sich der gelernte Journalist und Autor Johannes Wiegand (* 1874; † 1940) und der Theaterwissenschaftler Eduard Ichon (* 1879; † 1943) dazu, ein eigenes, ausschließlich dem Schauspiel gewidmetes Theater aufzubauen. Zu diesem Zweck erwarben sie im Jahr 1909 die Tonhalle am Neustadtswall auf der linken Weserseite. Der Architekt Joseph Ostwald baute das Gebäude im Frühjahr 1910 zu einem Schauspielhaus um, dessen schlichte Fassade von sechs rechteckigen Pilastern dominiert wurde. In der neuen, als Personalgesellschaft geführten Spielstätte wurden vornehmlich moderne Inszenierungen dargeboten, die die Bremer überaus positiv aufnahmen.

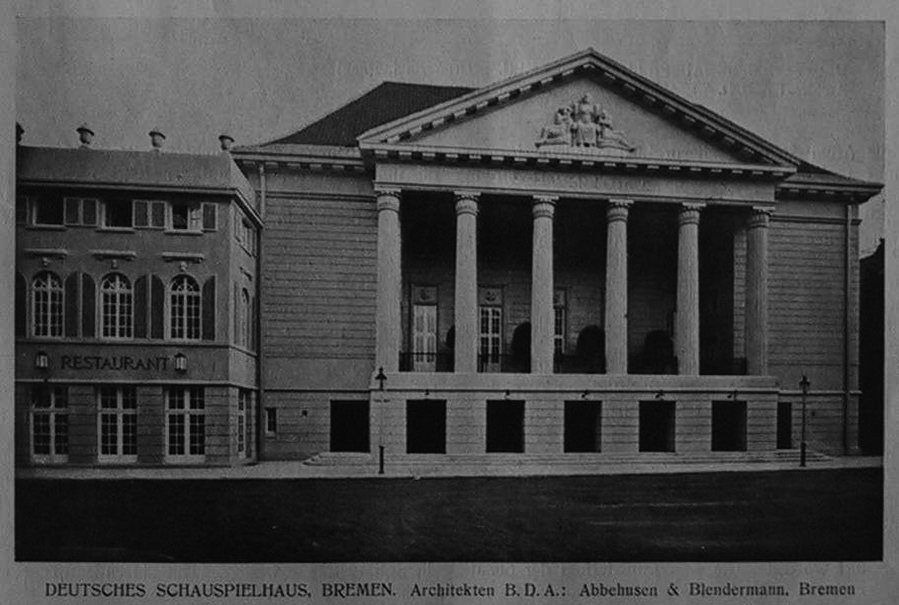
Der 1913 eröffnete Neubau des Schauspielhauses am Ostertorsteinweg 50.a – heute Goetheplatz

Ichon und Wiegand erkannten bald, dass sich Möglichkeiten boten, ein größeres Theater mit höheren Kapazitäten zu errichten. Man entschied sich für den Standort östlich der Wallanlagen und beauftragte die Architekten August Abbehusen und Otto Blendermann mit der Konstruktion der neuen Spielstätte. Sie konzipierten ein Theater im neoklassizistischen Stil, das heutige Theater am Goetheplatz. Es dominierten sechs Säulen vor einer ruhigen zurückgesetzten Mauerfront die Frontfassade und trugen den Giebel, hinter dem sich das Dach erhob. Am Giebel wurde ein Relief des Künstlers Ernst von Wachold installiert. Diese wenige Meter zurückliegende Wand schuf auf Höhe des ersten Stockwerkes einen die Säulen einbeziehenden Balkon mit großen weiten Fenstern, durch die Sonnenlicht in die Flure fluten konnte. Die neue Spielstätte, deren Gestaltung in Fachkreisen viel Anerkennung erhielt, war äußerlich imposant, tatsächlich jedoch architektonisch sehr schlicht gehalten. Die Bühne maß 18 Meter in der Breite und 17 Meter in der Tiefe. Die Eröffnung des Schauspielhauses, das im Parkett und auf zwei Rängen 804 Zuschauern Platz bot, fand am 15. August 1913 statt, als Johannes Wiegand Oscar Wildes Schauspiel Eine Frau ohne Bedeutung inszenierte.
Ichon und Wiegand führten das neue Theater als Bremer Schauspielhaus GmbH und setzten sich zum Ziel, einen Gegensatz zu den vorherrschenden Richtungen des Wagner-Theaters, der Grand opéra und des Theaters der Repräsentation wie beispielsweise am Burgtheater zu schaffen. Man orientierte sich eher am Goethe-Theater mit psychologischem Drama und zwischenmenschlichen Diskursen. Die Schriftsteller Hermann Bahr, Herbert Eulenberg und Rudolf Presber veröffentlichten anlässlich der Einweihung der neuen Spielstätte eine Erklärung:

„Wir betrachten es als ein frohes Zeichen der Zeit, dass es künstlerischer und organisatorischer Tüchtigkeit und Tatkraft möglich ist, trotz der viel beklagten Kinogefahr die Anteilnahme des Publikums für die Aufgaben der Schaubühne wachzuhalten und zu entwickeln.“

In den Folgejahren wurden zahlreiche junge Schauspieler zum Kriegsdienst im Ersten Weltkrieg eingezogen; es gelang jedoch, die Vorstellungsausfälle durch vermehrte Gastspiele anderer Theater zu kompensieren. Noch bis 1917 bespielte man auch das alte Haus am Neustadtswall, welches dann allerdings aufgegeben wurde. Im gleichen Jahr führten die beiden Theaterleiter am Schauspielhaus komische Singspiele ein, die ebenfalls viel Publikum lockten. Die dadurch erzielten Einnahmen sicherten das eigentliche künstlerische Schauspielprogramm.
Nach dem Ende des Krieges beschlossen Wiegand und Ichon, jede Spielzeit mit einem Leitgedanken zu überschreiben, dem sich alle Stücke unterzuordnen haben. Für die Spielzeit 1918/1919 wählte man den Titel „Das Individuum und die Gesellschaft im Drama der europäischen Völker der letzten Jahrzehnte“. Um auch in den wirtschaftlich schweren Nachkriegsjahren die Einnahmen konstant zu halten, wurde die Idee des Gemeinschaftstheaters entwickelt. Dieses Projekt, das das Theater allen Schichten und Kreisen der Bevölkerung zugänglich machen sollte, realisierte man in Kooperation und mit dem Goethe-Bund. Mit Hilfe organisierter Besuche und Abonnements schuf man sich eine feste Besuchergemeinde, deren Geld das Theater aufbaute und dauerhaft stützte. Eine entsprechende Offerte wurde unter dem Titel „Abonnements mit Gemeinschaftscharakter“ veröffentlicht:

„Das Gemeinschaftstheater ist eine Kunstgemeinde, die kein anderer Glauben bindet, als der an die Mission des deutschen Geistes in der Welt. Sie ist der bewußte Versuch in einem Theater, das keine Rang- und Klassenunterschiede kennt, und das im Gegensatz zu anderen Organisationen von jeder parteipolitischen Einstellung frei ist. Das Gemeinschaftstheater gewährt einen sorgfältig ausgewählten, stofflich interessanten und geistig hochwertigen Spielplan. Das Abonnement, 21 Vorstellungen umfassend (alle 14 Tage) kostet Mk. 42.- Das Abonnement kann in sechs Raten beglichen werden. […] Die Platzverteilung erfolgt nach dem Grundsatz der Gleichberechtigung.“

Das Schauspielhaus etablierte sich als Theater, dessen zahlreiche Uraufführungen als wagemutig galten. Ichon und Wiegand bevorzugten die neuere und zeitgemäße Dramatik und nahmen zahlreiche Stücke von bekannten Gegenwartsdramatikern in die Spielpläne auf. Die hohe Qualität der Aufführungen und die hohe Besucherauslastung führten dazu, dass die Spielstätte autark und rentabel weiterbetrieben werden konnte, wohingegen das Stadttheater auf Subventionen in Höhe von 600.000 Reichsmark angewiesen war. Zum Ensemble des Schauspielhauses zählten in den Jahren der Weimarer Republik unter anderem Hans Söhnker, Gustaf Gründgens, Albert Bassermann, Paul Wegener, Käthe Dorsch, Fritz Kortner, Heinz Rühmann, Bernhard Wicki, Willy Fritsch, Tilla Durieux, Lil Dagover und Emil Jannings. Als Oberspielleiter fungierte zwischen 1923 und 1929 der spätere Hollywoodregisseur Douglas Sirk. Ab etwa 1920 wurden vermehrt auch expressionistische Werke mit sozialkritischen Inhalten aufgeführt, die jedoch in der bremischen Kulturlandschaft und bei den Zuschauern zunächst eher auf Kritik und Befremden stießen – so geschehen etwa 1918 bei Georg Kaisers Gas. Nach einigen Jahren erhielt die Stilrichtung allerdings auch am Schauspielhaus Anerkennung. Häufig gespielt wurden am Schauspielhaus auch die Stücke des Literaturnobelpreisträgers Gerhart Hauptmann, von denen mindestens eines in nahezu jeder Spielzeit zum Repertoire des Ensembles zählte. Der Schriftsteller erfreute sich in der Bremer Bevölkerung und unter den Theaterbesuchern großer Beliebtheit und aus Anlass seines bevorstehenden 60. Geburtstages veranstaltete man am 3. September 1922 eine Morgenfeier mit Reichspräsident Friedrich Ebert als Ehrengast. Gespielt wurde Hauptmanns Drama Die Jungfern vom Bischofsberg und der Autor urteilte über die Inszenierung, dass diese in ihm eine „weit über hauptstädtische Erfahrungen hinausgehende Befriedigung“ hervorgerufen habe.
1930 feierte man das zwanzigjährige Bestehen des Schauspielhauses. Während dieser Zeit waren 758 verschiedene Werke in insgesamt 7001 Vorstellungen dargeboten worden. Zum Jubiläum gratulierten unter anderem Leopold Jessner und Carl Zuckmayer. Gerhart Hauptmann schrieb

„Ich bin entzückt von Ihrem schönen Theater und bin begeistert von den Aufführungen und dem idealen Geist, der das Ganze beseelt.“

und auch Thomas Mann sprach Ichon und Wiegand seine tiefe Anerkennung aus:

„Mit herzlicher Anteilnahme höre ich von dem bevorstehenden zwanzigjährigen Jubiläum Ihres Theaters. Persönliche Beziehungen von früher her rechtfertigen es vielleicht, wenn ich mich den Gratulanten beigeselle. Meine Tochter, die jetzt in München spielt, war einmal Mitglied Ihrer Bühne, und damals hatte ich Gelegenheit, den Geist des Hauses, den Aufbau Ihres Spielplans und Ihrer künstlerischen Leistungen schätzen zu lernen. Ich kenne die vornehme und für seine Schauspieler wie für das Publikum erzieherische Kunstgesinnung, von der dies Haus geleitet wird, den theatralischen Idealismus, der ihm bei aller praktischen Geschmeidigkeit unveräußerlich bleibt, und der als spezifisch deutsch angesprochen werden darf. Meine Glückwünsche gelten einer zwanzigjährigen ehrenreichen Vergangenheit und einer Zukunft, für die diese Vergangenheit Gewähr bietet.“

### Die Zeit des Nationalsozialismus (1933–1945)
Nach der Machtübernahme durch die Nationalsozialisten wurde es problematisch, den Theaterbetrieb aufrechtzuerhalten. Bereits 1933 musste jeder Künstler bei den politisch Verantwortlichen eine Arbeitserlaubnis beantragen. Ichon und Wiegand sahen sich gezwungen, den langjährigen Oberregisseur Wilhelm Chmelnitzky auf Grund seines jüdischen Glaubens zu beurlauben. Chmel, wie er genannt wurde, war nach einer Gastinszenierung (Der Frauenarzt) von 1930 bis 1933 am Theater.
Die beiden Gründer der Spielstätte lehnten die Ideologie der Machthaber im Geiste konsequent ab. Sie hatten sich vorgenommen, das Schauspielhaus als privates Theater weiterzuführen – im Gegensatz zum Stadttheater, das kurz nach Regierungsantritt der NSDAP verstaatlicht worden war. Die Spielpläne wurden ohne Einbeziehung bekannter nationalsozialistischer Autoren, deren Werke an anderen Bühnen immer häufiger aufgeführt wurden, gestaltet. Zwar kamen keine verbotenen Stücke zur Aufführung, doch bewegte man sich stets am Rand des gerade noch Erlaubten, indem man Stücke geschickt umschrieb oder von der deutschlandfreundlichen Gesinnung ausländischer Autoren profitierte. Es gab jedoch auch Ausnahmefälle, in denen tatsächlich missliebige Werke zur Aufführung kamen. So feierte im Mai 1936 Wasser für Canitoga Premiere, ein Schauspiel des 1933 inhaftierten und im Jahr der Aufführung zur Emigration gezwungenen Hans José Rehfisch. Attila Hörbiger übernahm eine Gastrolle in der Inszenierung. Knapp drei Jahre später, im Mai 1939, gelang es Wiegand und Ichon, Die guten Feinde von Günther Weißenborn auf die Bühne zu bringen, der seit 1937 in Berlin der Roten Kapelle angehörte. Ebenfalls zur Aufführung kam Das lebenslängliche Kind von Robert Neuner. Hinter diesem Autorenpseudonym verbarg sich Erich Kästner, dessen Werke 1933 im Zuge der Bücherverbrennung vernichtet wurden.
Franz Reichert, der von 1936 bis 1941 als Regisseur und Spielleiter in Bremen tätig war, schrieb später in seiner Autobiografie, dass die Spielstätte das „einzige Theater“ gewesen sei, in dem es „weder ein Hitler- noch ein Goebbelsportrait gegeben hat“. Das Leitungsduo beschrieb er folgendermaßen:

„Beide waren […] in alter liberaler Tradition aufgewachsen, von Nazis und der verbrecherischen braunen Ideologie so weit entfernt, wie zwei Gestirne, die Millionen Meilen auseinander liegen. Wiegand hatte sich die freiheitliche Gesinnung der Revolutionäre von anno 1848 bewahrt, Ichon war konservativer, aber beide sind ihr Leben lang überzeugte deutsche Demokraten, frei von Chauvinismus, geblieben.“

Reichert fügte außerdem an, dass man im Theater die „Nazis mit der Laterne suchen“ musste. Statt der Porträts der Machthaber fand sich im Foyer des Schauspielhauses das Gemälde Rote Pferde von Franz Marc, dessen Bilder die Nationalsozialisten zur Entarteten Kunst zählten.
Das Bremer Theater fungierte innerhalb der Stadt also als eine Art liberale Insel. Offeneren Widerstand wagten Ichon und Wiegand jedoch nicht und mussten zudem stets mit den politisch Verantwortlichen kooperieren, um die Selbstständigkeit zu sichern. So versuchte man sich durch offizielle Schreiben und Sympathiebekundungen anzubiedern. Insbesondere Wiegand besaß ein Talent der Täuschung, welches ihm hinter vorgehaltener Hand alsbald den Spitznamen „lebender Lügenbaron“ einbrachte. Dennoch wurde bereits ab Mai 1933 eine Überwachung der Aufführungen angeordnet, und in der sogenannten Begutachtungsliste der Spielzeit 1935/1936 war zu lesen:

„Das Schauspielhaus hat sich vor dem Umsturz durch zahlreiche Uraufführungen jüdischer und ausländischer Autoren eine große Stellung im damaligen Deutschland verschafft, von der es heute, besonders in Bremen, noch zehrt.“

Mit diesen Äußerungen versuchte man, die Leistungen des Theaters herabzusetzen und dieses zu verunglimpfen. Auch kamen ab und an Zweifel an Wiegands Linientreue auf. So hieß es in der Spielzeit 1936/1937 in einem internen Rundschreiben des Propagandaleiters des Partei-Gaus Weser-Ems:

„Ich weise darauf hin, daß durch das Verhalten des Herrn Direktor Wiegand gegenüber verschiedenen Dienststellen der Partei, insbesondere der HJ, des Bremischen Staates und meiner Dienststelle es zu größeren Differenzen gekommen ist. Herr Direktor Wiegand beabsichtigt als geschickter Reklamemann, verantwortliche Amtsträger der Partei, die über die Geschehnisse im einzelnen nicht unterrichtet sind, durch Geleitworte für die Reklame seines Theaters zu gewinnen. Wie die Vergangenheit lehrt, wird Herr Direktor Wiegand es geschickt verstehen, durch Presseartikel und Anzeigen die Unterzeichner der Aufrufe als Garanten seines nationalsozialistischen Unternehmens herauszustellen.“

Der Propagandaleiter wies ferner darauf hin, dass sich das Schauspielhaus grundsätzlich von den anderen Spielstätten in seinem Zuständigkeitsbereich unterscheide und auch „im Reich zu den Bühnen gezählt werde, denen es gestattet ist, einen reinen Unterhaltungsspielplan moderner Gesellschaftsstücke aufzuführen“.
Eine Schließung war wegen des hohen künstlerischen Niveaus und des guten Rufes des Hauses nicht möglich, zumal die Theaterleiter über starken Rückhalt in der Bremer Bevölkerung verfügten. Die Möglichkeit einer Verstaatlichung hätte sich lediglich im Falle von finanziellen Verlusten geboten, weshalb Wiegand und Ichon noch mehr bemüht waren, möglichst viele Zuschauer zu gewinnen und eine große Angebotsvielfalt zu gewährleisten, wovon durchschnittlich 26 Premieren pro Spielzeit zeugen. Die Verkaufserlöse blieben tatsächlich hoch und konstant. Dies war unter anderem der Tatsache geschuldet, dass die Besucherorganisation laut Reichert „so präzise wie ein kostbares Schweizer Uhrwerk“ funktionierte, zum anderen aber auch dem Umstand, dass die Gemeinschaft Kraft durch Freude ein Groß-Abonnement besaß.
Trotz der intern oppositionellen Haltung war es, um den Schein eines parteitreuen Hauses zu wahren, nötig, sich bei Zeiten in die nationalsozialistische Kulturlandschaft zu integrieren. So war das Theater beispielsweise während der Spielzeit 1936/1937 an der Gaukulturwoche des NSDAP-Gaus Weser-Ems beteiligt und Joseph Goebbels bezeichnete die „Wehrmachtsbetreuung des Schauspielhauses“ vor dem Hintergrund dessen, dass im Laufe der Jahre immer mehr Wehrmachtsangehörige zu den Zuschauern zählten, als „vorbildlich für das Reich“.
Johannes Wiegand starb nach 27 Jahren der gemeinsamen Intendanz am 7. Februar 1940 an einer Blutvergiftung. In den folgenden Jahren hielt sich das Theater zwar weiterhin unabhängig, doch während des Zweiten Weltkrieges standen anstatt neuerer Schauspielstücke vermehrt Klassiker und Lustspiele zur Ablenkung der Bevölkerung auf dem Spielplan. Ichon versuchte, die Spielstätte weiterhin liberal zu leiten und sich und das Haus nicht vereinnahmen zu lassen. Er stand den Nationalsozialisten noch ablehnender gegenüber als sein Kompagnon, besaß allerdings etwas weniger Täuschungsgeschick als dieser. Ichon verstarb am 19. Januar 1943. Die Umstände seines Todes konnten nie vollständig aufgeklärt werden. In seinem heimischen Studienzimmer erstickte er an Kohlenstoffmonoxid, das dem Ofen entströmte. Offiziellen Angaben zufolge handelte es sich um einen Defekt und somit um einen Unfall. Es wurden allerdings auch Mutmaßungen bezüglich eines möglichen Suizides geäußert. Hans Tannert, der nach Wiegands Tod vom Oberspielleiter zum Schauspieldirektor befördert worden war, folgte dem Gründer des Theaters nach und verfolgte noch für wenige Monate Ichons und Wiegands Idee. Die letzte in ihrem Sinne gehaltene Vorstellung fand am 25. Juni 1943 statt: Dargeboten wurde Fritz Peter Buchs Komödie Ein ganzer Kerl. In den 33 Jahren von 1910 bis 1943 hatte man am Schauspielhaus insgesamt mehr als 300 Uraufführungen gefeiert.
Knapp einen Monat später, am 1. August 1943 beurlaubten die politischen Machthaber Tannert und setzten Curt Gerdes als neuen Intendanten ein, den Leiter des seit 1933 so genannten Staatstheaters (vormals Stadttheater), der nun beide Posten in Personalunion besetzte. Gerdes verhielt sich linien- und parteikonform und ließ im Schauspielhaus noch neun Stücke aufführen, in der Mehrzahl Lustspiele. Ein Jahr nach seiner Amtsübernahme legte man das Schauspielhaus auf Anordnung des Reichsministeriums für Volksaufklärung und Propaganda mit dem Staatstheater zusammen und unterstellte es vollständig dessen Leitung. Die neue Spielzeit 1944/1945 sollte am 19. August 1944 feierlich eröffnet werden, doch am Vorabend wurde das Schauspielhaus durch Luftangriffe der Alliierten schwer beschädigt und am 1. September erging ein Reichserlass mit dem Befehl, alle Theater zu schließen. Am 6. Oktober kam es zu einem weiteren Luftangriff. Während diesem wurde das Staatstheater komplett zerstört. Das Schauspielhaus am Ostertor brannte ebenfalls nahezu bis auf die Grundmauern nieder.

### Übergangslösungen (1945–1949)
Nach dem Zweiten Weltkrieg lag die Theaterlandschaft in Bremen keinesfalls brach. Bereits am 18. Mai 1945, zehn Tage nach Kriegsende, riefen ehemalige Mitglieder des Schauspielhauses und des Staatstheaters die Arbeitsgemeinschaft Bremer Bühnenkünstler ins Leben. Diese organisierte binnen weniger Wochen ein spielfähiges Schauspielensemble und bot kleine Aufführungen an unterschiedlichen Orten. Gemeinsam mit dem Kaufmann Franz Kruse gründete der vormals am Schauspielhaus beschäftigte Willy A. Kleinau eine Gesellschaft bürgerlichen Rechts, der die US-amerikanische Militärregierung das Concordia an der Schwachhauser Heerstraße als Spielstätte zuschlug.

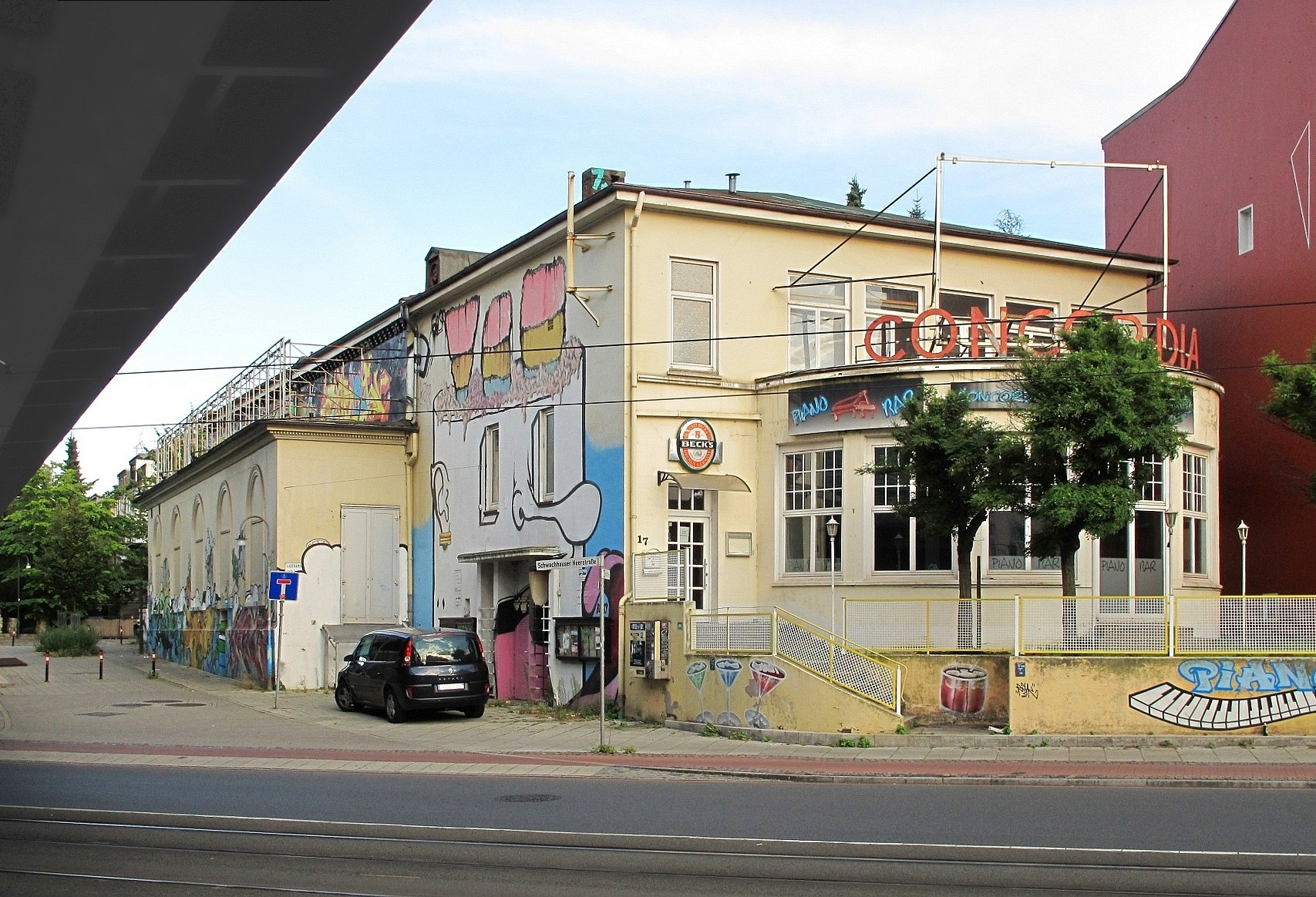
Das Concordia war die erste Spielstätte der Arbeitsgemeinschaft Bremer Bühnenkünstler nach dem Zweiten Weltkrieg

Am 19. September 1945 inszenierte man dort Johann Wolfgang von Goethes Trauerspiel Stella. Ab Oktober wurden an dem kleinen Haus diverse Umbauarbeiten durchgeführt und die Bühnentechnik verbessert. Mit der Darbietung von Gotthold Ephraim Lessings Nathan der Weise begann die Spielzeit 1945/1946, während der unter anderem Gert Westphal, Eberhard Fechner, Doris Schade, Ursula Noack, Ruth Leuwerik, Hans-Joachim Kulenkampff und Hans Hessling zum Ensemble gehörten. In den Folgemonaten stiegen die Besucherzahlen des Theaters stark an. Es diente vorwiegend dem Zeitvertreib und der Ablenkung von der täglichen Not und bot daher überwiegend amüsante Stücke heiteren und entspannenden Genres. Dennoch wurden auch einige Klassiker von Heinrich von Kleist, Friedrich Schiller und William Shakespeare auf die Bühne gebracht. Einer der Höhepunkte war die deutsche Erstaufführung des Stückes Die fremde Stadt von John Boynton Priestley. Der Eintrittspreis konnte auch in Naturalien an die Schauspieler bezahlt werden, oder aber in Kohlen, um den Zuschauerraum zu heizen. Im August 1946 setzten die US-Amerikaner Willy A. Kleinau ab und eine neue Theaterleitung ein.
Das Musiktheaterensemble gab unter der Leitung des früheren Baritons und Oberspielleiters Philipp Kraus ebenfalls seit 1945 Vorstellungen und zeigte in Bürgerhäusern, Kinos und in der Kunsthalle Ausschnitte aus bekannten Opern. Man trat auch auf Konzerten und Matineen auf. Ab dem 10. Dezember 1945 diente eine Turnhalle der Schule Delmestraße in der Neustadt als Spielstätte. Diese besaß neben einem Rang sogar kleine Logen und bot 580 Zuschauern Platz. Es mangelte allerdings an ausreichend Kostümen, Dekorationsfarbe, einem Orchestergraben und vollständiger Bühnentechnik. Als Leiter der neuen Opernhaus Bremen K.G. (später Bremer Oper GmbH) verpflichtete man Wolfgang Vogt-Vilseck. Bis Jahresende 1946 wurden 220 ausverkaufte Vorstellungen geboten und ab dem 6. November 1947 spielte das Musiktheaterensemble nach einer Genehmigung der Militärregierung im 1.259 Zuschauer fassenden großen Saal des Konzerthauses Die Glocke an der Domsheide. Aufgeführt wurde Fidelio, womit man symbolisch einen Bogen zur Vorkriegszeit schlagen wollte, da diese Oper Ludwig van Beethovens das letzte Stück gewesen war, das vor der Zerstörung im Staatstheater dargeboten worden war. Zur Jahreswende 1947/1948 besaß das Musiktheater 4550 Abonnenten und beschäftigte zwischen 220 und 250 Mitarbeiter. Theateroffizier der US-Militärregierung war bis Anfang 1949 Frederic Mellinger, der erfolglos selbst Regie führte.
Im Zuge der Währungsreform 1948 gerieten die Arbeitsgemeinschaft Bremer Bühnenkünstler und die Bremer Oper GmbH in wirtschaftliche Schwierigkeiten und die Besucherzahlen entwickelten sich rückläufig. Im Frühjahr 1949 spielte man die vorerst letzten Produktionen ab, beendete die Spielzeit vorzeitig und pausierte für mehrere Wochen.

### Neuanfang (1949–1962)
Im selben Jahr gründete sich die Theater der Freien Hansestadt Bremen GmbH, in der die Arbeitsgemeinschaft Bremer Bühnenkünstler aufging. Die neue Gesellschaft mit der Stadt Bremen als alleinigen Gesellschafter machte es sich zum Ziel, in der Hansestadt wieder einen geregelten Theaterbetrieb aufzubauen. In den zwölfköpfigen Aufsichtsrat wurden zur Hälfte Arbeitgeber und zur Hälfte Arbeitnehmer gewählt und die privatrechtliche Form garantierte eine größere organisatorische Selbstständigkeit. Als neuer Intendant wurde Willi Hanke (1902–1954) verpflichtet und am 25. August 1949 schlossen sich die Kammerspiele Bremen, ein ebenfalls in den Nachkriegsjahren gegründetes Privattheater, der GmbH an. Nur zwei Tage später konnte am Standort des alten Schauspielhauses das Theater am Ostertor eingeweiht werden, der Neubau, der dem Theater nach knapp sechs Jahren auf provisorischen Bühnen nun als Hauptspielstätte dienen sollte. Mit der Angliederung der Bremer Oper G.m.b.H. am 28. Juni 1950 präsentierte sich das Theater Bremen wieder als vollständiger Kulturapparat.
Hanke besaß eine starke Affinität zum Musiktheater und engagierte zahlreiche berühmte Dirigenten, wie beispielsweise Karl Elmendorff (1891–1962). Er vertrat gemeinsam mit der Theaterleitung die Ansicht, dass ausschließlich anspruchsvolle Operndarbietungen die künstlerischen und technischen Möglichkeiten des neuen Hauses aufzeigen könnten, die noch ausgetestet werden müssten. Aus diesem Grunde orientierte er sich in der Regel an der künstlerischen Gesinnung und weniger an Illusionen und regeltreuen Prinzipien. So ließ er auch Werke von Richard Wagner inszenieren, obschon dieser, da bei den Nationalsozialisten beliebt, in der Nachkriegszeit verpönt war. Ein weiterer Höhepunkt in den ersten Jahren seiner Intendanz war die Aufführung von Mathis der Maler von Paul Hindemith. Mit seinem Konzept hatte Hanke großen Erfolg: In der Spielzeit 1950/1951 verzeichnete das Theater 398.615 Besucher und rund 8.000 Abonnenten. In den ausschließlich als Sprechbühne genutzten Kammerspielen, deren Räumlichkeiten als kleines Haus des Theaters fungierten, spielte man 250 Vorstellungen. Im November 1954 starb Hanke 52-jährig im Amt, kurz nachdem sein Vertrag um drei weitere Jahre verlängert worden war. Für die bereits durchgeplante Spielzeit 1954/1955 übernahm der Chefdramaturg und enge Vertraute Hankes Conrad Heinemann kommissarisch die Leitung, während in der Bremer Öffentlichkeit und in den Tageszeitungen Spekulationen bezüglich möglicher Nachfolger und einer eventuellen Intendantenkrise aufkamen. Zur Spielzeit 1955/1956 konnte jedoch Albert Lippert vom Deutschen Schauspielhaus in Hamburg als neuer Intendant gewonnen werden, an den auf Grund seiner Herkunft hohe Erwartungen geknüpft wurden.

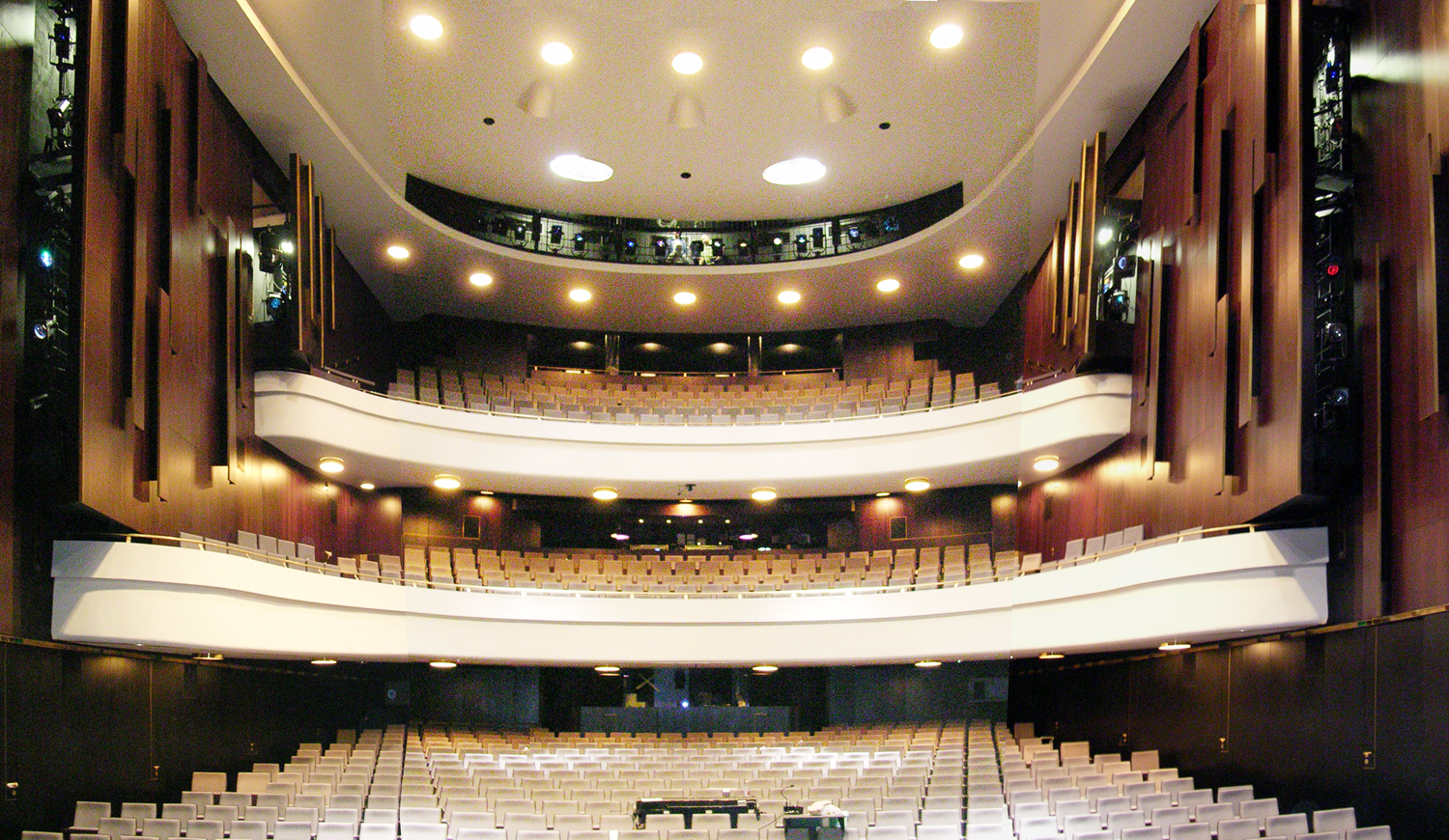
Der Zuschauerraum des Theaters am Goetheplatz im Jahre 2008

Unter Lipperts Führung, speziell in seinen ersten Jahren, entwickelte sich das Theater entscheidend weiter und erreichte ein hohes künstlerisches Niveau. Als erstes bundesdeutsches Theater ging es eine Kooperation mit einer Bühne in der Deutschen Demokratischen Republik ein – mit dem Volkstheater Rostock. Diese bestand über mehrere Jahre und hatte ihren Nutzen unter anderem in zahlreichen gegenseitigen Gastspielen. Ein bedeutender Regisseur unter Lippert war Walter Jokisch, der sich in zahlreichen Produktionen hervortat. Gleichzeitig inszenierte der Intendant jedoch selbst viele Stücke und stand oftmals auch als Schauspieler auf der Bühne. Für seine künstlerischen Leistungen wurde er mehrheitlich mit großem Lob bedacht. Im Januar 1957 lud die Volksbühne Vertreter der Behörde Kunst und Wissenschaft, des Bauwesens, der Theaterleitung, der Gewerkschaften, des Kulturkartells sowie der Besucherorganisationen zu einem Treffen, um über die Notwendigkeit und Planung einer zweiten Großspielstätte zu diskutieren, da man die Ansicht vertrat, das Theater am Goetheplatz, wie es nun hieß, habe infolge des steten Besucherzuwachses die Grenzen seiner Kapazität erreicht. Man gründete einen Ausschuss, der dem Senat der Freien Hansestadt Bremen zu Beginn der Spielzeit 1958/1959 eine Denkschrift vorlegte, in der der Bau eines Theaters mit 800 Sitzplätzen auf einem Hügel in den Bremer Wallanlagen vorgeschlagen wurde. Man führte an, dass 330.000 Bremern in den 1920er-Jahren jeden Abend über 4000 Theaterplätze zur Verfügung gestanden hätten, wohingegen sich diese Zahl 1958 auf 1200 Plätze für 550.000 Einwohner verringert hätte. Des Weiteren gab man an, dass sich die Theaterleitung und die zugelassenen Besucherorganisationen aus diesem Grunde bereits gezwungen sehen würden, die Abonnements beziehungsweise Mitgliedsanrechte zu begrenzen und befürchtete, das kunst- und kulturinteressierte Publikum könne sich von Bremen abwenden. Die Befürworter eines weiteren Theaterbaus gaben an, das Vierspartentheater mit Schauspiel, Musiktheater, Operetten und Ballett sei lediglich mit dem Theater am Goetheplatz nicht mehr zu halten und man würde bereits zu wenig Schauspielpremieren anbieten. Die Kammerspiele seien bühnentechnisch nicht befriedigend, zumal die Verlage an dortigen Aufführungen wegen zu geringer Tantieme nicht interessiert seien.
Letztendlich verlief die Diskussion um ein neues Theater im Sande, obwohl das Theater Bremen im August 1960 die höchste Auslastung aller Theater in der Bundesrepublik Deutschland aufweisen konnte. Zu den Höhepunkten während Lipperts Intendanz zählte die Inszenierung von Dyskolos, einer erst 1956 entdeckten Komödie des altgriechischen Dichters Menander. In der Spielzeit 1960/1961 kam erstmals Kritik am Intendanten auf, als mehrere Tageszeitungen ihm vorwarfen, mit Alfred Stögmüller über einen Zeitraum von zwei Jahren einen unterdurchschnittlichen Regisseur engagiert zu haben und das angeblich ins Mittelmaß abrutschende Niveau des Theaters bemängelten. Hausintern wurde die Spielzeit dominiert vom Konflikt zwischen Albert Lippert und seinem kommissarischen Vorgänger, dem Chefdramaturgen Conrad Heinemann. Letzterer wurde in der Folge beurlaubt. Um weiterer Kritik und einer drohenden Entlassung zu entgehen, teilte Lippert dem Aufsichtsrat im Mai 1961 mit, seinen im Juli 1962 auslaufenden Vertrag nicht verlängern zu wollen, wofür er offiziell gesundheitliche Gründe angab.

### Stadttheater von 1962 bis heute

#### Kurt Hübner (1962–1973)
Zur Spielzeit 1962/1963 warb der Aufsichtsrat Kurt Hübner vom Theater Ulm als neuen Intendanten ab. Der Hamburger brachte neue Ideen ein und revolutionierte den Theaterbetrieb in Bremen. Er kreierte gemeinsam mit persönlich engagierten Künstlern den so genannten „Bremer Stil“ (siehe Abschnitt Schauspiel) und führte das Theater zu internationaler Bekanntheit. Den Schwerpunkt seiner Arbeit legte er auf das Schauspiel, bezog aber auch das Musiktheater mit ein, sodass die Neuerungen auch auf dieses abfärbten. Die Traditionalisten unter den Theaterbesuchern nahmen diesen Wandel eher kritisch auf und die Abonnement- und Mitgliederzahlen entwickelten sich rückläufig, dafür wurden jedoch deutlich mehr junge Zuschauer ins Theater gelockt. Am 25. Mai 1968 kam es im Theater am Goetheplatz zu einem Eklat, als der Schauspieler Bruno Ganz die laufende Vorstellung der Operette Der Bettelstudent unterbrach und eine von 21 Mitgliedern des Theaters unterzeichnete politische Resolution gegen den Erlass der Notstandsgesetze verlas. Die Aktion löste großen Protest unter den Zuschauern aus, von denen zahlreiche den Zuschauerraum unter Buh- und Schmährufen verließen. Hübner missbilligte den Alleingang der Künstler auf das Schärfste und erklärte:

„Die Geschäftsführung der Theater GmbH ändert ihre Meinung – auch im Falle der Notstandsgesetzgebung – nicht, dass die Bühne zum Ort der künstlerischen Auseinandersetzung mit den Problemen der Menschen und der Gesellschaft bestimmt ist. Sie bejaht die Diskussion mit dem Publikum des Theaters, sofern diese sich mit dem Vergleich künstlerischer Gestaltung zur Realität des Lebens befasst, nicht aber die Bühne als willkürlichen Ort der Proklamation ihrer Mitglieder. Der Ort hierfür liegt außerhalb des Theaters.“

Der umkehrende schwarze Pfeil auf gelbem Grund – Das von Burkhard Mauer (* 1944; † 2009) entworfene Signet des „Bremer Stils“ fand sich unter anderem auf zahlreichen Programmheften

In einem die Urheberrechte betreffenden Rechtsstreit über eine Aufführung der Operette Maske in Blau vom Theater Bremen angestrengt gegen einen Berliner Bühnenverlag (Felix Bloch Erben) entschied der Bundesgerichtshof zuungunsten des Theaters. Der Regisseur Alfred Kirchner bezeichnete in der Folge das Urteil als groteske und einschneidende Beschränkung der künstlerischen Freiheit der Inszenierung.
1970 belebte Hübner den mittlerweile leer stehenden Bau des Concordia wieder und ließ ihn in der Folge zu einer kleinen, modernen Studio-Bühne umbauen. Ab dem 26. Januar 1971 wurde das Haus mit der Premiere von Yvonne, Prinzessin von Burgund eingeweiht und diente anschließend als Hausbühne des Bremer Tanztheaters unter Johann Kresnik, wurde aber auch vom Schauspiel genutzt und unter anderem häufig von Rainer Werner Fassbinder bespielt, der in Bremen vier seiner Stücke uraufführte: Das Kaffeehaus, Das brennende Dorf, Pioniere in Ingolstadt, Bremer Freiheit. Über den Zweck der Einrichtung des Concordia hieß es in einem zeitgenössischen Programmheft:

„Das Concordia war der Versuch, eine Stadt-Theater-Struktur zu unterlaufen, sie ohne großes Aufheben aufzulösen und umzubauen. In gewisser Weise war die Eröffnung des Concordia ein Auszug.“

Die letzten Jahre der Intendanz Hübners waren geprägt von Kompetenz- und Vertragsstreitigkeiten mit dem sozialdemokratischen Kultursenator Moritz Thape, der dem Bremer Stil kritisch gegenüberstand. So teilte dieser dem Intendanten bereits zu Beginn der Spielzeit 1968/1969 mit, dass dessen Vertrag nicht verlängert werden sollte – eine Entscheidung, die er nach massiven Protesten der Bremer Kulturszene sowie großen Kundgebungen und Demonstrationen der politischen Jugend revidieren musste. Zu erneuten Auseinandersetzungen kam es in der Spielzeit 1970/1971, als Thape empfahl, Hübner zum 1. September 1972 zu entlassen, wogegen dieser klagte. Man einigte sich außergerichtlich und Hübner blieb im Amt. Die persönlichen Differenzen zwischen ihm und Thape traten nun immer deutlicher hervor. Hübner forderte freie Verfügungsgewalt über die für die Theaterarbeit notwendigen finanziellen Mittel. Thape verweigerte dies und erläuterte im Sommer 1971, vor der Eröffnung der Spielzeit 1971/1972, dass er nicht bereit sei, den Vertrag ein weiteres Mal zu verlängern. Hübner erfuhr weiterhin große Unterstützung in der Bevölkerung, vermochte sich aber nicht erneut durchzusetzen, sodass er nach der Spielzeit 1972/1973 aus seinem Amt ausschied. Dieser Umstand wurde von zahlreichen Kulturschaffenden kritisiert, zumal die Stadt Bremen zur gleichen Zeit in Imageanzeigen mit dem „Bremer Stil“ als werbeträchtigem Kulturprogramm warb. Insgesamt kamen in elf Jahren unter Hübner 166 Premieren zur Aufführung – 69 im Theater am Goetheplatz, 87 in den Kammerspielen und zehn im Concordia.

#### Peter Stoltzenberg (1973–1978)
Auf Hübner folgte Peter Stoltzenberg vom Theater der Stadt Heidelberg. Er baute ein nahezu komplett neues Ensemble auf, was sich schwierig gestaltete, da die talentierten und inzwischen weithin berühmten Schauspieler der Hübnerzeit abgeworben worden waren. Unter anderem gelang jedoch die Verpflichtung von Evelyn Hamann und Barbara Sukowa; letztere blieb allerdings lediglich für eine Spielzeit. Als eine seiner ersten Maßnahmen entwickelte Stoltzenberg die Theaterzeitung „Theater Kontakt“, um Besucher und Abonnenten über aktuelle Geschehnisse auf dem Laufenden zu halten und sie über den Spielplan und die Produktionshintergründe zu informieren. Trotz steigender Besucherzahlen sah sich der neue Intendant häufiger Kritik ausgesetzt, speziell in Bezug darauf, dass er nicht imstande sei, die Lücke zu schließen, die durch Hübners Weggang entstanden sei. Stoltzenberg zeigte sich vorwiegend werktreu und hatte mit diesem Konzept ebenfalls Erfolg: Das Tanz- sowie das Musiktheater erlebten eine Blüte und die Kammerspiele waren während nahezu jeder Vorstellung ausverkauft. Im Schauspiel dagegen verzeichnete man im Gegensatz zur vorherigen Intendanz einen deutlichen Abschwung. Die Kritiker erwarteten von Stoltzenberg, dass er das Niveau des „Bremer Stils“ aufrechterhalten könne, was aber ohne Hübner als Leitfigur unmöglich war. So experimentierte die Theaterleitung in dieser Sparte mit vielen Notlösungen, zahlreichen unterschiedlichen Regisseuren, und interimsweise übernahm Stoltzenberg sogar selbst die Schauspielleitung. 1975 engagierte der Intendant den ungarischen Schriftsteller und Regisseur George Tabori. Dessen erste Inszenierung in Bremen war im April 1976 die Tragödie Die Troerinnen von Euripides, die in einem Skandal endete, als während der Premiere über 200 Zuschauer bereits nach rund zehn Minuten den Saal verließen. Anschließend wurde speziell für Tabori mit dem „Theaterlabor“ im Concordia eine neue, experimentelle Bühne eingerichtet. Zehn Künstler, die Taboris Arbeitsweise bereits kannten, warb man nur für dieses Projekt an. Die Probenarbeiten gestalteten sich grundsätzlich anders als an den anderen Spielstätten. So wurde täglich bis zu zehn Stunden Gruppenarbeit praktiziert und darüber hinaus Körpertraining und Meditation. Diese Methoden führten dazu, dass beispielsweise die Proben zu Hamlet knapp sechs Monate in Anspruch nahmen. Insgesamt sollten im „Theaterlabor“, der prägenden Neuerung während Stoltzenbergs Intendanz, vier Stücke zur Aufführung kommen: Talkshow, Siegmunds Freude, Ein Hungerkünstler und Hamlet. Das erste gestaltete sich als Fehlstart, die anderen jedoch als große Publikumserfolge, und das „Theaterlabor“ gewann eine große Bedeutung für die weitere künstlerische Entwicklung Taboris. Dem Kultursenator Horst Werner Franke missfiel diese Art des Theaters jedoch, und er äußerte sich nach seinem Besuch einer Vorstellung von Siegmunds Freude mit dem berühmt gewordenen Ausspruch „Die Seelenkotze will ich nicht“.
Im Juni 1977 planten die Schauspieler im Vorfeld der Premiere von Ein Hungerkünstler 40 Tage unter ärztlicher Aufsicht zu fasten, was in der Bremer Bevölkerung kontrovers diskutiert wurde und von der Politik negativ aufgenommen wurde. Auf einer eigens einberufenen Senatssitzung wurde die Aktion untersagt. Bereits im November 1976 hatte der Aufsichtsrat des Theaters mit fünf zu vier Stimmen bei zwei Enthaltungen beschlossen, Stoltzenbergs Vertrag nicht zu verlängern. Man warf ihm einen Mangel an neuen Ideen und Konzepten vor, obschon die Kritiker dem Intendanten einen Aufwärtstrend bescheinigten. Mit Abschluss der Spielzeit 1977/1978 schied Peter Stoltzenberg aus dem Amt. Mit ihm verließen auch der mittlerweile deutschlandweit bekannte Choreograf Johann Kresnik und die Schauspielerin Andrea Breth das Theater. Auch Tabori ging; das „Theaterlabor“ wurde nach nur zwei Jahren geschlossen.

#### Arno Wüstenhöfer (1978–1985)
Der neue Intendant Arno Wüstenhöfer hatte als Generalintendant den Wuppertaler Bühnen zu überregionaler Bedeutung verholfen. Bereits in seiner ersten Spielzeit 1978/1979 hatte er nun auch großen Erfolg in Bremen. So erhielten zwei Schauspielproduktionen eine Einladung zum Berliner Theatertreffen, und 1979 kürte die Fachzeitschrift Theater heute das Bremer Theater zum „Theater des Jahres“. Wüstenhöfer verpflichtete die Tänzerin und Choreografin Reinhild Hoffmann und den Tänzer und Choreografen Gerhard Bohner als Direktoren des Bremer Tanztheaters und den Regisseur Frank-Patrick Steckel als Oberspielleiter für das Schauspiel. Hochklassiges Musiktheater, aber auch kulturpolitische und räumliche Schwierigkeiten prägten Wüstenhöfers Amtszeit. Das Theater am Goetheplatz wurde nahezu ausschließlich für Opern genutzt, und die Kammerspiele als ein sehr beengtes Haus waren den wachsenden Besucherzahlen und den zahlreichen Vorstellungen nicht mehr gewachsen.

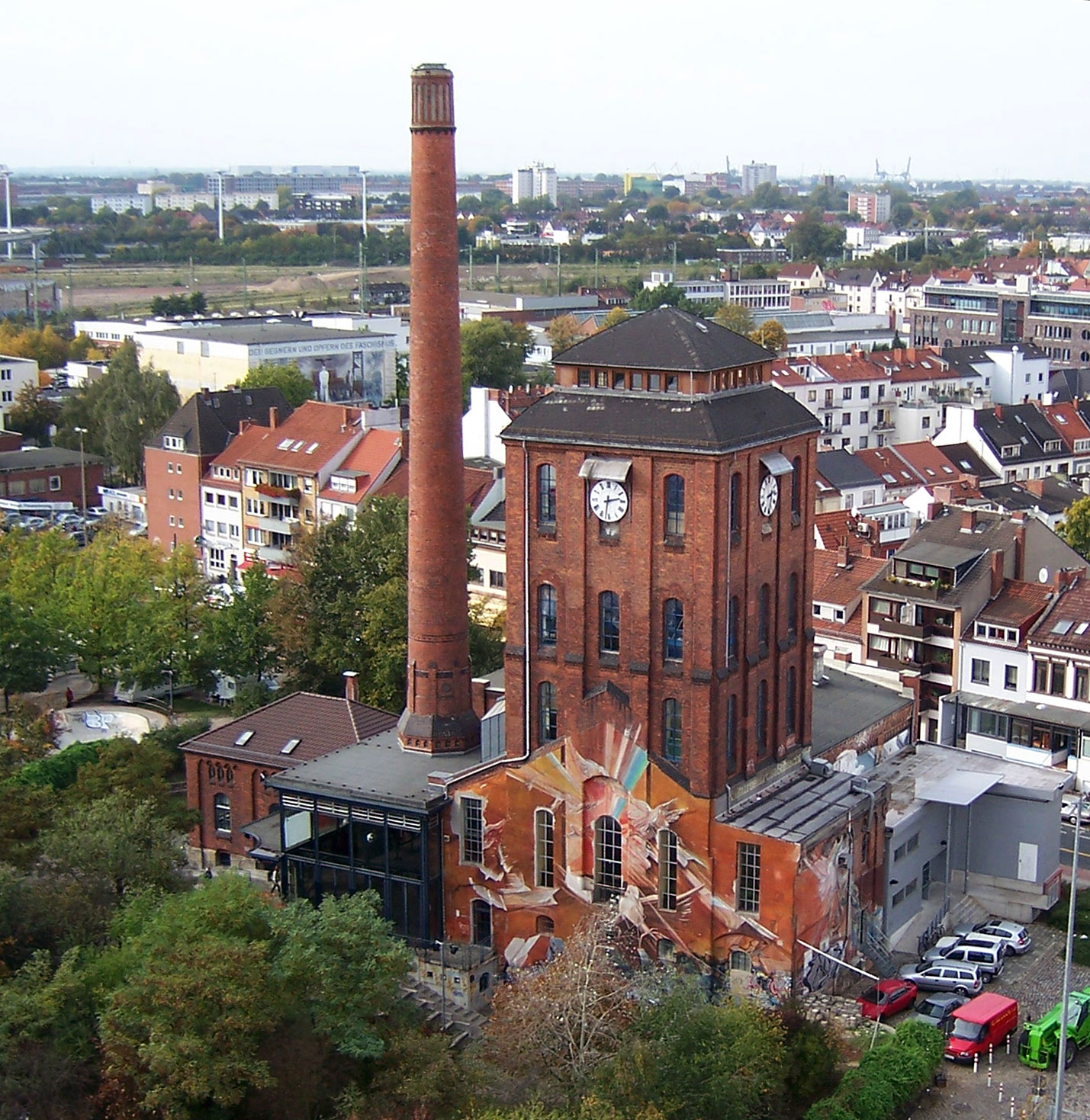
Der ehemalige Bremer Schlachthof diente als Notlösung im räumlichen Kapazitätenproblem und wurde einige Wochen bespielt – allerdings nur mit einer einzigen Produktion

Auf der Suche nach Ausweichspielstätten fand sich im Herbst 1978 der ehemalige Bremer Schlachthof, den man in ein Theater- und Kulturzentrum umbauen wollte. Noch vor dem offiziellen Intendantenwechsel hatte der Senat allerdings im Sommer den Abriss eines großen Teils der Gebäude beschlossen, sodass lediglich die Fleischmarkthalle und die Kesselhalle mit dem Hauptturm erhalten blieben. Trotzdem fand am 9. Dezember 1978 in der Fleischmarkthalle die Premiere von Die Krönung Richards III. von Hans Henny Jahnn in der Inszenierung Frank-Patrick Steckels statt. Das Stück wurde insgesamt 27 Mal aufgeführt, bevor auch die Fleischmarkthalle am 13. August 1980 zurückgebaut wurde. In der Folge weigerte sich das Schauspielensemble, weiterhin in den Kammerspielen aufzutreten und forderte eine Schauspieldirektion mit eigenem Etat. Dies kam einem Skandal in der Kulturlandschaft gleich, der dazu führte, dass die Wortführer gekündigt wurden, Steckel das Theater verließ und Wüstenhöfer seinen Rücktritt anbot. Wenige Monate später erließ der Senat eine Verordnung bezüglich einer über mehrere Spielzeiten verteilten Subventionskürzung über insgesamt 12 Mio. Mark, die zwangsläufig die Schließung einer Sparte bedeutet hätte. Aus diesem Grunde organisierte sich am 31. Oktober 1981 eine Großdemonstration „Gegen den Bremer Theatertod“ im Theater am Goetheplatz, an der neben den Ensembles aller Sparten sowie Besuchern unter anderem Claus Peymann und Bernhard Minetti mitwirkten. Bernhard Wicki, Peter Palitzsch, August Everding, Peter Zadek, Dieter Dorn, Ida Ehre und Kurt Hübner bekundeten schriftlich ihre Unterstützung. Die Demonstranten zogen anschließend vor das Rathaus und taten ihre Meinung kund. Nach Ablauf der Spielzeit 1980/1981 verließ ein Großteil des Leitungspersonals mit zahlreichen Ensemblemitgliedern das in Not geratene Theater und hinterließ somit eine nahezu brachliegende Schauspielsparte. In der darauf folgenden Saison schaffte es Wüstenhöfer, das Theater trotzdem sicher zu führen, indem er alle Abteilungen und alle Mitarbeiter einem strikten Sparkurs unterordnete und mehrere bekannte Gastspiele einlud, die von den Bremern positiv aufgenommen wurden.
In dieser Zeit etablierten sich für den Intendanten zwei Spitznamen: „Sparno“ für seinen geschickten Umgang mit den zur Verfügung stehenden finanziellen Mitteln und „Sir Arno“ für seine edle, selbstkritische Art der Leitung, immer bemüht, seine Mitarbeiter vor Anfeindungen zu bewahren. Aus Altersgründen schied er nach Ende der Spielzeit 1984/1985 aus, konnte aber im November 1984 noch die Eröffnung des Neuen Schauspielhauses feiern, das die Kapazitätsprobleme des Theaters endgültig löste und dessen Errichtung er dem Senat als letztlichen Triumph abzuringen vermochte. Die Subventionskürzung wurde nie durchgesetzt und die Kammerspiele aufgelöst.

#### Tobias Richter (1985–1992)
Tobias Richter folgte auf Wüstenhöfer und war seinerzeit der jüngste Theaterleiter Deutschlands. Seine erste Spielzeit war von hausinternen Auseinandersetzungen mit dem Schauspielleiter Günter Krämer geprägt, der eine größere Autonomie seiner Sparte forderte und Protest gegen die geplanten Entlassungen einer Dramaturgin und des Hausregisseurs einlegte. Es bedurfte einer Schlichtung durch den Kultursenator, die eine Rücknahme der Kündigungen zur Folge hatte. Somit erlitt Richter bereits kurz nach Amtsantritt eine taktische Niederlage. Richter legte viel Wert auf die Förderung der Jugend und so fiel in seine Intendanz beispielsweise die Angliederung des Jugendtheaters MoKS als vierte Sparte im Jahre 1986 sowie die Gründung des Jugendclubs. Letztere Initiative ging zur Spielzeit 1986/1987 aus einem vorherigen Workshop hervor und feierte am 10. Januar 1987 ihre erste Premiere. Die Mitglieder des Jugendclubs fokussierten sich auf anarchistisches Theater und schufen in sieben Jahren 18 Produktionen. Richter konnte die in ihn gesetzten Erwartungen nicht zur Gänze erfüllen und beklagte sich vermehrt über mangelnden Rückhalt und fehlende Unterstützung – nach der Spielzeit 1991/1992 schied er aus dem Amt aus. Kritiker bescheinigten ihm im Nachhinein kontrastierend ein gutes Musiktheater, aber ein unterdurchschnittliches Schauspiel geschaffen zu haben.

#### Hansgünther Heyme (1992–1994)
Im Frühjahr 1991 verkündete der Aufsichtsrat des Theaters die Verpflichtung von Hansgünther Heyme als neuem Intendanten, der als schauspielorientiert und dem „Kampftheater“ zugeneigt galt. Man vereinbarte für seine Intendanz einen Jahresetat von 40 Mio. Deutschen Mark – ein Betrag, der laut Heyme sehr knapp kalkuliert war. Er erhielt laut eigener Aussagen allerdings weitere mündliche Zusagen von der SPD. Nach der Bürgerschaftswahl im Herbst 1991 verfielen die Versprechen jedoch, da die neue Ampelkoalition weitere Sparmaßnahmen beschloss. Die Ansprüche an Heymes Führung waren wesentlich höher als die Ergebnisse, obwohl es im Schauspiel einige bemerkenswerte Höhepunkte gab. Die Medien, die ihn zuvor noch hoch gepriesen hatten, wendeten sich mit der Zeit gegen ihn, da er ihrer Ansicht nach mehr mit seiner Person als mit dem Theater polarisierte. In der Spielzeit 1992/1993 drohte ein Defizit von knapp 750.000 Deutschen Mark, weshalb Heyme im März 1993 den Senat zunächst um die vorzeitige Auflösung seines Vertrages zum Ende der Spielzeit 1993/1994 bat und im Sommer 1993 noch vorzeitiger nach nur einjähriger Intendanz abtrat. Er blieb noch für ein Jahr Oberspielleiter des Schauspiels, während der Verwaltungsdirektor Rolf Rempe für die bereits durchgeplante Spielzeit 1993/1994 die Leitung übernahm. Diese gestaltete sich als problem- und emotionslos. Das Hauptziel war die Schadensbegrenzung und somit die Verminderung der Verluste. Als ein Mittel organisierte man zahlreiche Gastspiele und große Weihnachts- und Osterrevuen, die dem Theater zusätzliche Einnahmen bescherten.

#### Klaus Pierwoß (1994–2007)
Klaus Pierwoß übernahm die Intendanz zur Spielzeit 1994/1995 in einer schwierigen wirtschaftlichen Situation. Die Zuschauerzahlen sanken und das Theater besaß innerhalb der Politik, aber auch Teilen der Bevölkerung wenig Rückhalt und Akzeptanz – nicht zuletzt auf Grund der zwei vorangegangenen turbulenten Spielzeiten. Der studierte Germanist und frühere Dramaturg stellte ein junges Ensemble zusammen und ließ im Oktober 1994 binnen 17 Tagen zehn Premieren feiern. Ein Jahr darauf, es konnten inzwischen elf Prozent mehr Zuschauer verzeichnet werden, stand er erstmals mit dem Bremer Senat im Konflikt um einen angemessenen Etat. Der Besucheranstieg war auch mehreren Werbeaktionen etwa mit Werder Bremen geschuldet, die die Bekanntheit der Kulturinstitution wieder erhöhten. Für die Spielzeit 1996/1997 vereinbarte man einen Jahresetat von 36,8 Mio. Mark; ebenfalls 1996 wurde erstmals der Kurt-Hübner-Preis für besondere Leistungen der Ensemblemitglieder verliehen. Das Ansehen des Bremer Theater stieg derweil wieder an. So bezeichnete die Zeitschrift Theater der Zeit das Haus als „Highlight des Nordens“, Theater heute schrieb „Klaus Pierwoß genießt den Aufwind, in den sein Haus nach den kulturpolitischen Stürmen der vergangenen Saison geraten ist. Er hat durch Leistung überzeugt“ und die Frankfurter Allgemeine Zeitung urteilte: „Pierwoß leitet eines der muntersten Theater Deutschlands“.
In der Spielzeit 1997/1998 beauftragte die Stadt Bremen die McKinsey & Company, Einsparmöglichkeiten im Haushalt aufzuzeigen. Die Unternehmensberatung kam zu dem Ergebnis, dass jährlich 6,5 Mio. Mark eingespart werden könnten. Diese Analyse führte zu massiven Protesten der Künstler, Pierwoß’ und des Deutschen Bühnenvereins. Letzterer gab drei Gegengutachten in Auftrag, die die Vorschläge McKinseys widerlegten. Letztlich distanzierte sich der Senat von dem von ihm in Auftrag gegebenen Gutachten und verlängerte den Vertrag des Intendanten bis 2004, dennoch kam es auch 1998/1999 erneut zu aggressiv geführten Debatten um den Jahresetat. Helmut Baumann inszenierte 1999/2000 das Musical La Cage aux Folles, das sich als unerwarteter Publikumserfolg erwies und Pierwoß veranlasste, in jeder seiner folgenden Spielzeiten ein von Baumann inszeniertes klassisches Musical in den Spielplan aufzunehmen. Während der Spielzeit 2002/2003 konnte das Theater am Goetheplatz auf Grund umfassender Umbaumaßnahmen nicht bespielt werden, sodass das Ensemble ins Musical Theater Bremen umzog. Die dortige Technik war zwar nicht für Musiktheaterproduktionen ausgelegt, doch mit einigen kleineren Schwierigkeiten gelang es, die Spielzeit zu überbrücken. Der Erfolg der Darbietungen während der Monate im Musicaltheater hatte auch Einfluss auf kulturpolitische Entscheidungen: Hatte Klaus Pierwoß noch im März 2003 ein Vertragsangebot des Senats als unangemessen abgelehnt, legte man ihm nun eine überarbeitete Version vor, welche er akzeptierte, sodass seine Intendanz bis 2007 verlängert wurde.
Die Spielzeit 2005/2006 entwickelte sich zu einer der kritischsten der jüngeren Geschichte des Theaters. Im September 2005 wurde der Geschäftsführer Lutz-Uwe Dünnwald fristlos entlassen. Die Schulden des Bremer Theaters waren durch die ständige Unterfinanzierung auf 4,8 Mio Euro angewachsen. Im Oktober stellte man die Auszahlung der Gehälter für die Mitarbeiter ein, und der Senat drohte der Theaterleitung mit der Insolvenz. Das Bremer Theater erhielt Solidaritätsbekundungen aus der gesamten Bundesrepublik, und die Mitarbeiter organisierten mehrere Großdemonstrationen. Diese führten dazu, dass der Senat schließlich 1,9 Mio. Euro gewährte, um die akuten Liquiditätsprobleme zu beheben. Zur Rettung des Theaters verzichtete die Belegschaft als Eigenbeitrag auf Weihnachts- und Urlaubsgeld. Dünnwald und Pierwoß mussten sich wegen Untreue und eingestandener Fehlkalkulationen vor Gericht verantworten, wurden aber wegen erwiesener Unschuld freigesprochen. Zum Ende der Intendanz von Klaus Pierwoß, zu deren glanzvollsten Spielzeiten viele Kritiker 2004/2005 und 2006/2007 zählten, war das Theater mit rund 6 Mio. Euro überschuldet. Der Trend zur Verschuldung hatte sich bereits Anfang der 1990er-Jahre abgezeichnet. Neben einigen selbst verursachten finanziellen Problemen wird die Hauptschuld für die schlechte wirtschaftliche Lage zumeist der Kulturpolitik des Landes Bremen angelastet. In den 13 Jahren seiner Intendanz sah sich Pierwoß insgesamt neun Kultursenatoren gegenüber: Helga Trüpel, Bringfriede Kahrs, Bernt Schulte, Hartmut Perschau, Kuno Böse, Hartmut Perschau (erneut), Thomas Röwekamp, Peter Gloystein und Jörg Kastendiek. Eine über längere Zeit konstante Subventionspolitik war somit nicht gegeben. Jeder Kultursenator entwarf eigene Konzepte und oftmals wurden bereits vom Vorgänger getätigte Zuschusszusagen noch während des laufenden Geschäftsjahres abgeändert oder gestrichen. Zur Spielzeit 2007/2008 endete die „Ära Pierwoß“.

#### Hans-Joachim Frey (2007–2010)
Zum Nachfolger von Pierwoß ernannte der Aufsichtsrat zur Spielzeit 2007/2008 den vormaligen Direktor der Dresdner Semperoper Hans-Joachim Frey. Er erhielt einen bis 2012 befristeten Vertrag und nannte als Zielsetzung eine bessere künstlerische Arbeit bei gleichzeitig weniger zur Verfügung stehenden Geldmitteln. Das Concordia wurde nun als eigene Spielstätte aufgegeben, der Name Bremer Theater in Theater Bremen geändert und ein neues Logo gestaltet. Das neue Theatersymbol ist den Bremer Stadtmusikanten nachempfunden und symbolisiert die vier übrigbleibenden Spielstätten des Theater Bremen (Theater am Goetheplatz, Schauspielhaus, Brauhauskeller und Moks). Ein Ziel seiner Amtszeit war die Neuaufstellung des Theaters als ganzheitliche Kulturmarke über die Bühne hinaus. Auf diese Weise sollte eine vermehrte Verflechtung mit der Wirtschaft und anderen Kultureinrichtungen ermöglicht werden. Während der Intendanz Frey ging das Theater Bremen eine Kooperation mit der Kulturkirche St. Stephani ein, die unter anderem so genannte Theaterpredigten zu bestimmten Stücken beinhaltet. Im Rangfoyer des Theater am Goetheplatz wurde die Theatergalerie Bremen etabliert, in der bisher unter anderen GABO, Armin Mueller-Stahl, Anna Thalbach, Christian Ludwig Attersee und Ai Weiwei Werke präsentierten. In Anerkennung dieser Neuerungen erhielt das Theater einige Preise und Auszeichnungen; unter anderem wurde den Verantwortlichen 2008 vom Marketing-Club Bremen der Bremer Preis für innovatives Marketing, das Highlight 2008, verliehen. Noch im Jahr 2007 gründete Frey darüber hinaus das Internationale Kultur Forum Theater Bremen (IKTB), dessen Vorsitzender er war. Dieser gemeinnützige Verein begleitete Produktionen, bündelte Sponsoren und bot Anlässe, um wirtschaftliche wie gesellschaftliche Gesamtzusammenhänge zu diskutieren.
Bereits zu Beginn seiner Amtszeit hatte Frey die Produktion des Musicals Marie Antoinette von Michael Kunze und Sylvester Levay angekündigt. Dieses wurde vom 30. Januar bis zum 31. Mai 2009 im Musicaltheater Bremen gegeben. Die Produktionskosten beliefen sich auf unerwartet hohe 5,8 Mio. Euro aus dem Etat des Bremer Theaters. Statt der erwarteten 120.000 Besucher kamen nur 90.000. Letztlich erbrachte das Stück 2,5 Mio. Euro Verlust, die Liquiditätslücke des Theater Bremen stieg auf insgesamt 4,8 Mio. Euro, was nach 2005 zum zweiten Mal innerhalb weniger Jahre die Gefahr einer Insolvenz bedeutete. Noch am 6. Mai 2009 hatte Frey Gerüchte über eventuelle finanzielle Probleme dementiert, ließ später allerdings verlautbaren, dass das Theater auf Zuschüsse zurückgreifen müsse, die für kommende Spielzeiten vorgesehen waren. Frey beklagte sich in der ersten Jahreshälfte 2009 über mangelnden Rückhalt der Politik und verwies darauf, bei Vertragsabschluss 2007 sei an ihn sogar von der Kulturbehörde der Wunsch nach risikoreichen Großprojekten herangetragen worden. Kulturstaatsrätin Carmen Emigholz kritisierte im Gegenzug, dass nur nach und nach das ganze Ausmaß der Verschuldung offenbart werde. Anfang Dezember beschloss die Kulturdeputation ein Rettungskonzept, dem zufolge die Stadt 3 Mio. Euro der Schulden sowie die Tarifsteigerungen für die Angestellten übernimmt und für laufende Kosten einen Kredit über 6,5 Mio. Euro gewährt. Im Zuge der politischen Auseinandersetzungen um das Konsolidierungskonzept bat Frey bereits im August 2009 – offiziell aus persönlichen Gründen – um eine vorzeitige Vertragsauflösung zum 1. August 2010.

#### Direktorium (2010–2012)
Ab der Spielzeit 2010/2011 übernahm ein fünfköpfiges Direktorium die künstlerische Leitung für die folgenden zwei Jahre. Es setzt sich aus den Spartenleitern Hans-Georg Wegner (Musiktheater), Marcel Klett (Schauspiel), Patricia Stöckemann (Tanz), Rebecca Hohmann (MoKS) sowie dem künstlerischen Betriebsdirektor Martin Wiebcke zusammen. Ähnlich wie in den Anfangsjahren des Hauses wird somit die künstlerische Verantwortung geteilt. Das Erscheinungsbild des Theaters wurde überarbeitet und modernisiert, das Logo blieb jedoch erhalten. Zur Stabilisierung der immer noch prekären Finanzlage sagte man die Opernaufführung auf der Seebühne im Sommer 2011 ab, nachdem die dortige Produktion 2010 defizitär verlaufen war. Auch eine zukünftige Fortführung der Seebühnennutzung wurde abgelehnt. Schwerpunkte der künstlerischen Arbeit sind die vermehrte spartenübergreifende Produktion und eine Ausrichtung auf ein junges Publikum. Als diese Absichten stützende Maßnahme wurde vom Direktorium ein deutlich reduzierter Einheitspreis für Schüler und Studenten eingeführt und unter der Schirmherrschaft des Bürgermeisters Jens Böhrnsen das Patenschaftsmodell „Klassen los!“ initiiert, das Mitgliedern ebendieser Zielgruppe aus strukturschwachen Bremer Stadtteilen kostenlosen Eintritt ins Theater ermöglichen soll. Die intensivierte Zusammenarbeit der vier Sparten zeigte sich in Koproduktionen zwischen Schauspiel und MoKS, Tanztheater und Schauspiel (Perpetuum mobile von Urs Dietrich), Tanztheater und MoKS/Junge Akteure (Herzrasen von Henrietta Horn). Das Direktorium kündigte an, die Kernkompetenzen eines Stadttheaters wieder erstarken zu lassen – die Vorstellungen und die Künstler sollen somit wieder alleiniges Zentrum der Theaterarbeit sein. Ein wichtiger Schritt auf diesem Weg war, dass das Schauspiel zu einem regulären Repertoirebetrieb zurückkehrte und die Verkleinerung der Bühne des Neuen Schauspielhauses, die im Zuge des Umbaus 2007 erfolgt war, rückgängig gemacht wurde.
Im Juli 2011 konnte das Theater veröffentlichen, dass die Spielzeit 2010/2011 wirtschaftlich ausgeglichen ist. Zum ersten Mal seit Jahren erwirtschaftete das Theater so wieder einen Überschuss, unberührt bleiben jedoch die Altschulden von ungefähr 4,5 Mio. Euro. Insgesamt besuchten in der Spielzeit 2010/2011 170.000 Zuschauer Vorstellungen des Theaters. Im September 2011 wurde bekannt, dass die Theaterleitung mit der Stadt Bremen einen „Kontrakt“ über die Finanzierung des Hauses bis Ende der Spielzeit 2017 geschlossen hat. Der Zuschuss für das Theater wurde in dieser Zeit auf 26 Mio. € jährlich festgeschrieben. Bürgermeister Jens Böhrnsen würdigte dieses Verhandlungsergebnis mit den Worten: „Bremen ist eine Kulturstadt, und mit diesem Schritt schaffen wir für die kommenden sechs Jahre Planungssicherheit und damit verlässliche Arbeitsbedingungen für unsere größte Kultureinrichtung.“
Das Theater Bremen, das Mitglied des Opernhausverbundes Opera Europa wurde, hatte in der Spielzeit 2008/2009 447 Mitarbeiter, darunter 89 Schauspieler, Sänger (inkl. Chor) und Tänzer.

#### Michael Börgerding (2012–2013)
2010 gab die Aufsichtsratsvorsitzende und Kulturstaatsrätin Carmen Emigholz die Gremiumsentscheidung bekannt, als neuen Intendanten zur Spielzeit 2012/2013 den Leiter der Theaterakademie Hamburg / Hochschule für Musik und Theater und ehemaligen Chefdramaturgen des Thalia Theaters Michael Börgerding zu berufen.
Börgerding setzte auf zeitgenössisches Theater. In den folgenden Spielzeiten verzeichnete das Theater einen Zuschauerzuwachs und finanziell ausgeglichene Haushalte. Das Theater konnte um 2020/21 die übernommenen Schulden ausgleichen. 2020 verlängerte Börgerding zum zweiten Mal seinen Vertrag bis 2027.
Er starb im Januar 2025.

## Lage

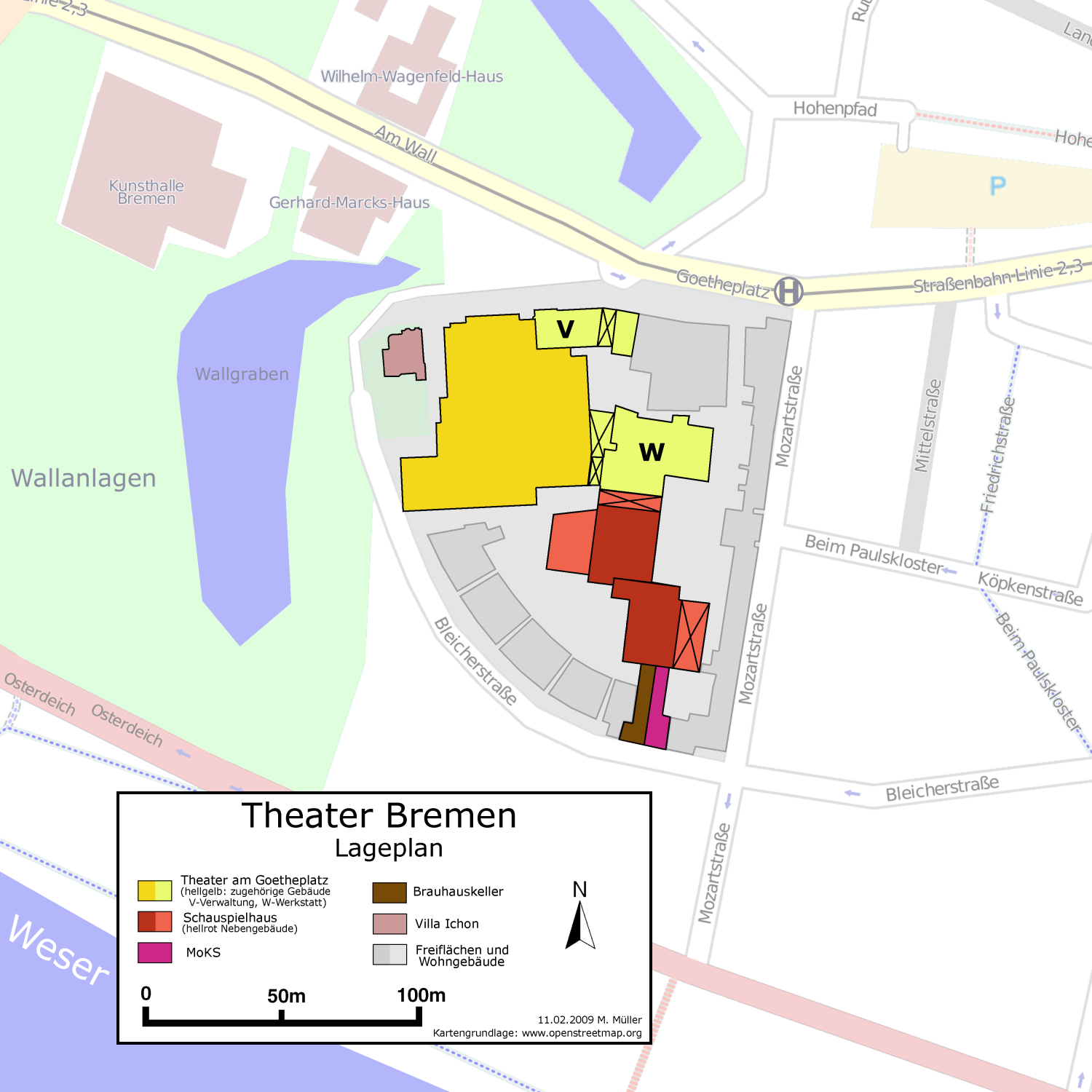
Die Lage des Theater Bremen im Stadtgebiet

Das Theater Bremen liegt östlich der Alt- und Innenstadt direkt außerhalb der Wallanlagen im Ortsteil Ostertor im Stadtteil Mitte. Der verschachtelte Gebäudekomplex besitzt eine repräsentative nördliche Front am Goetheplatz und nimmt gen Süden nahezu einen gesamten viertelkreisförmigen Straßenblock ein, gebildet durch den Ostertorwall und den Goetheplatz im Norden, die Mozartstraße im Osten und die Bleicherstraße, die direkt am Theater vom Goetheplatz abzweigt, im Bogen verläuft und südöstlich des Hauses auf die Mozartstraße trifft.
Zusammen mit den in unmittelbarer Nähe gelegenen Kunstmuseen Gerhard-Marcks-Haus und Wilhelm-Wagenfeld-Haus sowie der Villa Ichon, der Zentralbibliothek der Stadtbibliothek Bremen und der Kunsthalle bildet das Theater die sogenannte „Kulturmeile“, die durch ihre Lage als Bindeglied zwischen der Altstadt auf der einen und den alternativen, multikulturell geprägten Straßenzügen des „Viertels“ auf der anderen Seite fungiert. Über die am Ostertorsteinweg gelegene Haltestelle Theater am Goetheplatz, die von den Linien 2 und 3 der Bremer Straßenbahn bedient wird, ist das Theater Bremen an das öffentliche Nahverkehrsnetz der Stadt angeschlossen. Zudem liegt an der Bleicherstraße die Tiefgarage Ostertor/Kulturmeile der Brepark (Bremer Parkraumbewirtschaftungs- und Management-GmbH).

## Sparten

### Musiktheater
Das Musiktheater gehört schon seit langem zu den Stützen des Theater Bremen und existiert als zweitälteste Sparte nahezu seit dem Beginn. Das erste Musikstück wurde am 9. Mai 1917 aufgeführt. Es handelte sich um Walter Kollos Operette Die tolle Komteß. 1926 fand die Uraufführung der Oper Wozzeck des damaligen Generalmusikdirektors Manfred Gurlitt statt. Zum ersten überregionalen Erfolg nach dem Zweiten Weltkrieg wurde Der Ring des Nibelungen, den der Intendant Albert Lippert selbst von Mai 1960 bis Juni 1961 mit Günther Schneider-Siemssen als Bühnenbildner inszenierte und der Beachtung in der gesamten Bundesrepublik fand.
Zwar war der „Bremer Stil“ während der Intendanz Kurt Hübners zwischen 1962 und 1973 vornehmlich schauspielorientiert, doch färbte er auch mehr oder minder stark auf das Musiktheater ab, was sich an modernen und alternativen Inszenierungen und dem langsamen Wandel von der Kulissenbühne zur Sinnbildbühne zeigte. Erstmals entsprachen die Opernaufführungen nun nicht mehr ausschließlich dem Willen der Autoren, sondern dienten den Regisseuren dazu, ihre eigenen persönlichen Ansichten und Ideen auf die Bühne zu bringen. Einer von ihnen war Götz Friedrich, der sehr oft Gast am Theater war. Hübner versuchte speziell in der zweiten Hälfte seiner Intendanz, Bühnenbildner und Ausstatter des Schauspiels auch für das Musiktheater zu gewinnen und hatte damit etwa bei Wilfried Minks, Karl-Ernst Herrmann und Manfred Miller Erfolg. Auch die Theaterzuschauer änderten ihr Verhalten. Hatten sie bislang ruhig und kritiklos die Darbietungen verfolgt, erhoben sich nun bei missliebigen Produktionen vermehrt lautstarke Proteste, wie sie im Schauspiel bereits üblich waren. Einen deutlichen Bruch gab es während der Hübner-Zeit bei den Operetten, die mehr und mehr von Musical wie My Fair Lady, Guys and Dolls, Show Boat und Küß mich, Kätchen!, der deutschen Version von Kiss Me, Kate aus den Spielplänen verdrängt wurden.
Während der Spielzeit 1973/1974, der ersten unter dem neuen Generalintendanten Peter Stoltzenberg, beinhaltete der Spielplan erstmals mehr Musiktheaterdarbietungen als Schauspielproduktionen: Sechs Opernpremieren standen fünf in der Schauspielsparte gegenüber. Als neuer Oberspielleiter des Musiktheaters konnte Peter Brenner gewonnen werden, der sich dem Prinzip der Werktreue – er selbst sprach von Werkgerechtigkeit – verschrieben hatte, die zu jener Zeit eine Renaissance erlebte. In Stoltzenbergs fünf Jahren führten nur insgesamt fünf verschiedene Regisseure Opernregie. Die Spielpläne wiesen neben dem üblichen Repertoire nur wenige Novitäten auf. Zu diesen zählte beispielsweise Der Mond geht auf über Irland des britischen Komponisten Nicholas Maw in der Regie von Hubertus Moeller, die jedoch sehr verhalten aufgenommen wurde.
Einen großen Stellenwert nahm diese Sparte unter dem Intendanten Arno Wüstenhöfer ein. Gemeinsam mit Peter Brenner und dem Generalmusikdirektor Peter Schneider bemühte er sich um Aufführungen von überregionaler Strahlkraft und verpflichtete aus diesem Grunde neben bereits prominenten Darstellern auch zahlreiche bekannte Regisseure wie András Fricsay, Hans Korte, Horst Bonnet, Johannes Schaaf und Jean-Claude Auvray. Diese inszenierten mehrheitlich zeitlose Klassiker wie Aida, Die Entführung aus dem Serail und Eugen Onegin, hatten damit aber nicht immer Erfolg. So sah sich beispielsweise Auvray für seine Aida in der Kritik, da er die Figur des Radames mit Giuseppe Verdi gleichgesetzt hatte. Wüstenhöfer förderte auch den Regienachwuchs und gewährte den jungen Talenten zahlreiche Premieren. Er zeigte sich auch zeitgenössischen Werken wie der von Gottfried von Einem komponierten Opernfassung von Georg Büchners Schauspiel Dantons Tod gegenüber aufgeschlossen. Während seiner Intendanz rückte der englische Komponist Peter Maxwell Davies ins Blickfeld des Interesses, von dem drei Opern zur Aufführung gebracht wurden – eine im Theater am Goetheplatz, eine im Concordia und eine in der Liebfrauenkirche in der Altstadt.
Tobias Richter besaß seine künstlerischen Wurzeln im Musiktheater und legte daher auch in Bremen seinen Fokus auf diese Sparte. Anders als manch anderer Intendant zeichnete er auch selbst als Regisseur verantwortlich. Seine Inszenierungen zu Beginn seiner Intendanz erwiesen sich allerdings als Misserfolge, was ihn zu der Erklärung veranlasste:

„Wenn jemand ein Haus leitet und inszeniert, dann darf er nicht sein wichtigster Regisseur sein, sondern hat mit seiner Arbeit eine ensembledienliche Funktion zu erfüllen.“

Durch die Entscheidung, bessere Regisseure als sich selbst zu dulden, trug er zur Stärkung der Sparte bei. So verpflichtete er beispielsweise für einzelne Produktionen international bekannte Regisseure, aber unter anderem auch Jörg Immendorff als Bühnen- und Kostümbildner. Während der Spielzeit 1989/1990, in der das Theater am Goetheplatz umgebaut wurde, war man gezwungen, auf Außenspielorte auszuweichen. Die größte Aufführung in jener Zeit war Palestrina von Hans Pfitzner, die Richter in der Liebfrauenkirche zur Aufführung brachte und die von den Kritikern hochgelobt wurde.
Während der Intendanz Klaus Pierwoß’ bot man sehr solide Opernaufführungen. Als einige der Höhepunkte dieser Zeit gelten zwei Produktionen der Spielzeit 1996/1997: Carmen in der Inszenierung von Karin Beier sowie Macbeth von David Mouchtar-Samorai. Letztere erhielt im Jahre 1997 den Bayerischen Theaterpreis in der Kategorie Oper. Zum Skandal entwickelte sich dagegen 1997/1998 der von Johann Kresnik inszenierte Fidelio in den Fabrikhallen des kurz zuvor aufgelösten Bremer Vulkan. Der Regisseur stellte die Figur des Florestan als einen dem Alkohol verfallenen Trinker dar, was Unmut und Missfallen sowohl bei zahlreichen Abonnenten aber auch bei Mitgliedern des Chores und des Orchesters hervorrief. Auch der Dirigent stand in Opposition zu Kresnik. Letztlich ging das Theater aber gestärkt aus der Kontroverse hervor – man hatte neue Publikumskreise hinzugewonnen und stand weiterhin im Fokus der Öffentlichkeit. Am Ende der letzten Spielzeit von Klaus Pierwoß zeichnete die Fachzeitschrift Opernwelt die Oper Bremen gemeinsam mit der Komischen Oper Berlin als „Opernhaus des Jahres“ aus.
Unter dem Generalintendanten Hans-Joachim Frey lag das Hauptaugenmerk der Spielpläne auf dem Musiktheater. Für einzelne Inszenierungen konnten unter anderem so bekannte Persönlichkeiten wie Katharina Wagner, Peter Ruzicka, Christian Ludwig Attersee und Ai Weiwei als Regisseure und Ausstatter verpflichtet werden. An der Waterfront Bremen errichtete das Theater die Seebühne Bremen mit 2.500 Sitzplätzen, deren Kapazität später noch gesteigert wurde. Dort führte man 2008 Der Fliegende Holländer von Richard Wagner, 2009 Aida von Giuseppe Verdi und 2010 Turandot von Giacomo Puccini auf. Letztere Produktion, die letzte von Frey in Bremen, verzeichnete jedoch 8.000 Besucher weniger als die Vorherigen und in der Folge ein Defizit von geschätzten 300.000 Euro. Die Stadt strich ihre Zuschüsse und dem Aufsichtsrat des Theaters wurde angeraten, sich zumindest für das Jahr 2011 aus dem Projekt zurückzuziehen. Weitere Nutzungsmöglichkeiten sollen erörtert werden.
Dekadenübergreifend betrachtet befand sich das Musiktheater am Theater Bremen oftmals auf hohem nationalen Niveau, was vor allem innovativen Inszenierungen sowie hochklassigen Generalmusikdirektoren und musikalischen Leitern geschuldet war. Auf Grund des vergleichsweise kleinen Ensembles, veränderter Ambitionen der zuständigen künstlerischen Leiter und der stets kritischen Finanzlage entwickelte sich jedoch nur selten eine längerfristige Kontinuität. Die im Nachhinein wohl bekannteste Sängerin des Theater Bremen war die in späteren Jahren weltberühmte Sopranistin Montserrat Caballé, welche von 1959 bis 1962 für drei Spielzeiten dem Bremer Musiktheatersensemble angehörte.
Unter der Intendanz von Michael Börgerding übernahm Benedikt von Peter als leitender Regisseur die Sparte Musiktheater in den Spielzeiten 2012/13 – 2014/15. Für seine Regiearbeiten und das Opernprogramm in Bremen wurde von Peter 2015 mit dem Kurt-Hübner-Preis ausgezeichnet. Im November 2014 wurde er zum Intendanten des Luzerner Theaters berufen und wechselte zur Spielzeit 2016/17 dorthin. Die Zeitschrift Die deutsche Bühne schrieb über seine Zeit am Theater Bremen, er habe die Oper dort „zu einem Zentrum zeitgenössischer Musiktheaterforschung“ gemacht. Die Spartenleitung 2015/16 übernahm Ingo Gerlach, der bereits seit 2012 als leitender Dramaturg im Musiktheater zum Team gehörte. Markus Poschner, seit 2007 Generalmusikdirektor der Bremer Philharmoniker und als solcher ebenfalls am Theater Bremen, blieb bis 2017 in seiner Position, 2017/18 folgte Yoel Gamzou als Musikdirektor.
Ab 2018/19 übernahmen Gamzou als Generalmusikdirektor des Theater Bremen und Brigitte Heusinger als leitende Dramaturgin die Leitung der Sparte. Seit Beginn der Intendanz von Michael Börgerding führen im Musiktheater unter anderem Tatjana Gürbaca, Paul-Georg Dittrich, Marco Štorman, Anna Sophie Mahler, Michael Talke, Frank Hilbrich, Tom Ryser und Armin Petras regelmäßig Regie. Nach mehrfachen Nominierungen für den deutschen Theaterpreis DER FAUST von Paul-Georg Dittrich 2016 für seinen Bremer Wozzeck und 2017 für La Damnation de Faust als beste Regie im Musiktheater und Nadine Lehner als beste Sängerdarstellerin im Parsifal 2017, bekam 2020 Patrick Zielke für seinen Baron Ochs in der Inszenierung Der Rosenkavalier (Musikalische Leitung Yoel Gamzou / Regie Frank Hilbrich) den deutschen Theaterpreis DER FAUST verliehen.
Ab der Spielzeit 2022/23 werden Brigitte Heusinger und Frank Hilbrich als leitender Regisseur die Sparte führen.

### Schauspiel
Als älteste Sparte des Theater Bremen fungiert das Schauspiel. Bis 1917 führte man ausschließlich Schauspielstücke auf. Zur Mitte der 1910er-Jahre, offiziell im Oktober 1915, wurde der sogenannte „Nordländer-Zyklus“ eingeleitet. In dessen Verlauf über mehrere Spielzeiten bis etwa 1919 kamen in rascher Folge zahlreiche Werke skandinavischer Autoren wie beispielsweise Henrik Ibsen, August Strindberg und Bjørnstjerne Bjørnson zu Aufführung. Während der Zeit ihrer Leitung zeichneten Ichon und Wiegand selbst oftmals als Regisseure verantwortlich, und speziell Wiegand inszenierte auch eigene Stücke. Diese wurden von den Besuchern äußerst positiv aufgenommen. Anfang der 1920er-Jahre kristallisierte sich eine Strömung heraus, die der anderer deutschen Theater widersprach: Das Schauspiel sollte das Seelenleben der Rollen anschaulich zeigen und die Oberfläche durchdringen. Auf diese Art und Weise sollte sich der Zuschauer in seiner eigenen Widersprüchlichkeit erkennen.

Der zerbrochene Pfeil – Das Ende des „Bremer Stils“

Als die Glanzzeit des Bremer Schauspiels wird gemeinhin die Intendanz Kurt Hübners in den Jahren 1962 bis 1973 bezeichnet. Der gebürtige Hamburger baute ein sehr junges Ensemble zum Großteil noch unbekannter Künstler auf und legte den Schwerpunkt seiner Arbeit explizit auf das Schauspiel. Als prägende Persönlichkeiten jener Zeit agierten die Regisseure Klaus Michael Grüber, Peter Stein und Rainer Werner Fassbinder, der Schauspieldirektor Peter Zadek, der Oberspielleiter Rolf Becker und der Bühnenbildner Wilfried Minks. Letzterer weigerte sich, sich in der Gestaltung der Bühne weiterhin blind an den Tendenzen der Regisseure zu orientieren, und entwickelte eigene Theaterräume. Anfangs führte diese Eigenmächtigkeit zu mehreren Konflikten mit Hübner, bis dieser erkannte, dass ebendiese Gegenüberstellung den Stücken eine besondere Note verlieh. Die Aufführungen waren oftmals sehr frei interpretiert, modern ausgelegt oder gar avantgardistisch und spiegelten das jugendlich-revolutionäre Lebensgefühl der 1960er-Jahre wider. Binnen kurzer Zeit avancierte das Bremer Theater zu einer der innovativsten Schauspielbühnen Europas, zum Versuchslabor der bundesdeutschen Theaterszene und zu einem Sammelbecken junger Talente. Der Begriff des „Bremer Stils“ wurde geprägt. Hübner ging Wagnisse ein, probierte stets neue Darstellungsweisen aus, spielte an unterschiedlichen Orten innerhalb der Stadt und provozierte und spaltete auf diesem Wege das Publikum. Sowohl für Zuschauer als auch für Künstler waren die Veränderungen völlig neue Erfahrungen, mit denen man zunächst einmal umzugehen lernen musste. Zu den damals aktiven Schauspielern zählten unter anderem Hannelore Hoger, Vadim Glowna, Jutta Lampe, Edith Clever, Sabine Andreas, Michael König, Werner Rehm und Bruno Ganz. Die bemerkenswerteste und prägendste Aufführung unter Hübner war während der Spielzeit 1965/1966 Die Räuber von Friedrich Schiller in der Regie Peter Zadeks: Die Kostüme waren bis zur Unkenntlichkeit abstrahiert, ein Comicstrip von Roy Lichtenstein diente als Bühnenbild und man verwendete literweise Theaterblut. Einen schweren Rückschlag musste Hübner im Juni 1969 verkraften, als Peter Stein mit einem Großteil des Ensembles, darunter Andreas, Clever, Lampe, Ganz, Rehm und König, das Theater verließ. Diese Gruppe hatte in der vorherigen Spielzeit 1968/1969 Goethes Torquato Tasso auf die Bühne gebracht und sich während des Gastspiels beim Berliner Theatertreffen ideologisch von Bremen entfernt. Der „Bremer Stil“ endete 1973 mit dem Vertragsende Hübners, und Hoger äußerte sich rückblickend über ihr Engagement:

„Man macht einfach das, was man kann – wir hatten keine Ahnung, dass wir damit Theater-Geschichte schreiben würden.“

Hübner dagegen relativierte in mehreren Interviews und mit dem bekannt gewordenen Zitat „Das bemerkenswerte am Bremer Stil war, dass es ihn überhaupt nicht gab“ die oftmals verwendete Bezeichnung.
Als Schauspielleiter unter Tobias Richter fungierte Günter Krämer, der ein intellektuelles Theater favorisierte und umzusetzen versuchte. 1988/1989 kam es zu einer überraschenden Rückkehr Kurt Hübners, der sich als Regisseur betätigte und Der Kaufmann von Venedig inszenierte. Zum Ende der gleichen Spielzeit verließ Krämer auf Grund persönlicher Differenzen mit Richter das Theater und warb zahlreiche Ensemblemitglieder ab. Sein Nachfolger wurde András Fricsay, in den man nicht zuletzt wegen seiner bisherigen Opern- und Schauspielproduktionen am Hause hohe Erwartungen setzte. Diese vermochte er jedoch nicht sogleich zu erfüllen. Als schillernde Persönlichkeit hatte er mehrere Aufsehen erregende Arbeiten, denen aber auch mehrere Misserfolge gegenüberstanden. Er beklagte sich über organisatorische Probleme und verließ gemeinsam mit Richter 1992 das Bremer Theater. Als Übergangslösung erwies sich Hansgünther Heyme, der als Generalintendant zwar nach nur einer Spielzeit zurücktrat, sich in den anschließenden zwölf Monaten aber als Schauspieldirektor betätigte und mit einigen gut aufgenommenen, soliden Werken aus der Hansestadt verabschiedete.
Auch Klaus Pierwoß richtete sein Hauptaugenmerk auf das Schauspiel und schuf ein talentiertes Ensemble. Der erste überregional beachtete Erfolg seiner Intendanz war Die Dreigroschenoper in der Regie von Andrej Woron und der 1995/1996 von Christina Friedrich inszenierte Woyzeck mit einem als herausragend gelobten Max Hopp in der Hauptrolle bildete einen der Höhepunkte der Jahre in Bremen. Darüber hinaus sorgten auch drei Produktionen von Johann Kresnik für große Aufmerksamkeit. So führte dieser in der Spielzeit 1998/1999 Die letzten Tage der Menschheit im dunklen und feuchten U-Boot-Bunker Valentin auf, einer Spielstätte, die sowohl für Zuschauer als auch für die Künstler äußerst ungewohnt war. Von den Kritikern wurde das Stück äußerst positiv aufgenommen. Fünf Jahre darauf inszenierte Kresnik am 22. Januar 2004 in der Friedenskirche sein eigenes Werk Die Zehn Gebote mit Günther Kaufmann. Als Spielstätte war zunächst der Bremer Dom vorgesehen, dessen Verantwortliche das Angebot aber nach massiven Protesten aus der Bevölkerung und durch die Boulevardmedien – wegen angeblicher obszöner Darstellungen – zurückzogen. Auch die Aufführungen in der Friedenskirche verliefen nicht problemlos: Auf das Haus einer Pastorin der Kirche wurde ein Anschlag mit einem Molotowcocktail verübt – dem allerdings keine direkte Verbindung zu dem Theaterwerk zugeschrieben werden konnte. In der Spielzeit 2006/2007 bediente sich Kresnik des Güterbahnhofs Bremen als Aufführungsort für das Stück Amerika mit einem Libretto von Christoph Klimke nach dem gleichnamigen Romanfragment von Franz Kafka. Noch während der Proben brach allerdings ein Wassergraben und mehrere tausend Liter Wasser fluteten die Szenerie und beschädigten auch das angrenzende Musiker-Atelier. Kresnik machte aus der Not eine Tugend und integrierte die Trümmer kurzerhand in sein Bühnenbild.
Mit Beginn der Intendanz von Hans-Joachim Frey verschob sich der Schwerpunkt des Hauses in Richtung Musiktheater. Das Anfangs von einer Doppelspitze geleitete Schauspiel (Marcel Klett und Christian Pade) hatte es zunächst schwer, sich zu behaupten, zumal Frey das Ensemble auf 18 Schauspieler deutlich verkleinerte. Im Laufe der Spielzeit 2007/2008 gelang es, diese Probleme zu lösen und unter anderem mit Die heilige Johanna der Schlachthöfe in der Regie Frank-Patrick Steckels und Robert Schusters Inszenierung der Bakchen von Raoul Schrott nach der Tragödie von Euripides wurden künstlerisch äußerst hochwertige Produktionen realisiert. Die taz urteilte über Bakchen: „Besseres Schauspiel war im Bremer Theater seit Jahren nicht zu sehen.“ Trotzdem waren die Veränderungen im Vergleich zur Pierwoß-Zeit so massiv, dass am Ende der Spielzeit in einer Umfrage der Fachzeitschrift Die Deutsche Bühne das Schauspiel Bremen als „Ärgernis des Jahres“ von einem Kritiker genannt wurde. Insbesondere die Inszenierungen Christian Pades fanden in Bremen zu wenig Publikum. Zu Beginn der Spielzeit 2008/2009 gab der Hausregisseur bekannt, dass er nach Ablauf der Spielzeit nicht mehr zur Verfügung stehen würde. Die alleinige Leitung der Sparte ging an den Dramaturgen Marcel Klett über. Die Schwerpunktverschiebungen Freys zu Lasten des Schauspiels wurden kritisiert. Es gelang Marcel Klett jedoch mit den Regisseuren Robert Schuster, Hanna Rudolph, Alice Buddeberg, Sebastian Schug, Markus Heinzelmann, Herbert Fritsch und Volker Lösch eine ganze Reihe von Regisseuren zu verpflichten, die vor allem an größeren Theatern arbeiten, so konnte die Qualität der Inszenierungen bewahrt werden. Volker Löschs Bremer Inszenierung von Schillers Die Räuber wurde durch das online-Magazin Nachtkritik.de zu einer der zehn besten Inszenierungen deutschsprachiger Theater im Jahr 2010 gewählt. Ästhetisch wurde der Versuch unternommen, das Bremer Schauspiel wieder für Tendenzen des Gegenwartstheaters zu öffnen – mit der Ausnahme der Inszenierungen von Frank-Patrick Steckel, die offensichtlich eine Brücke für das Pierwoß-Publikum darstellen sollten.
Die Reaktionen die ersten Premieren der intendanzlosen Spielzeit 2010/2011 waren dann mehrheitlich positiv: „Das war mehr als ein Spielzeitauftakt, das war eine Demonstration! Das Bremer Schauspiel lange geschunden und vielfach gescholten, meldet sich triumphal zurück“, schrieb der in Bremen ansässige Weserkurier über Robert Schusters Inszenierung von Shakespeares Komödie Was ihr wollt. Und über Ibsens Ein Volksfeind desselben Regisseurs urteilte der Deutschlandfunk: „Mit Aufführungen wie dieser meldet sich das Schauspiel zurück im Kreis der wichtigen deutschen Theater.“ Besonders interessant waren die Reaktionen auf Herbert Fritschs Interpretation der Nibelungen. Die Produktion polarisierte die Kritiker, strikte Ablehnung auf der einen Seite (Weser-Kurier), euphorische Zustimmung auf der anderen (taz).
2012/13 bis 2015 war Benjamin von Blomberg Chefdramaturg und Leiter der Schauspielsparte. Alexander Riemenschneider und Felix Rothenhäusler wurden Hausregisseure. Seit 2016/17 ist Alize Zandwijk leitende Regisseurin, regelmäßig Regie führen am Theater Bremen aber auch u. a. Dušan David Pařízek, Alexander Giesche, Frank Abt und Klaus Schumacher. Gintersdorfer/Klaßen waren gleich zu Beginn als Artists in Residence am Schauspiel angegliedert und sind ihm bis heute mit regelmäßigen Produktionen verbunden.
Die Leitung des Schauspiels übernahmen 2015/16 Börgerding und als leitende Dramaturgin Simone Sterr, ab 2016/17 Sterr und Zandwijk. Sterr setzte wie Blomberg auf zeitgenössisches Theater und die Entdeckung neuer Texte. Mit Thomas Melles Ännie und Arbeiten der Hausautoren Akın Emanuel Şipal und Armin Petras brachte sie mehrere Uraufführungen in den Spielplan ein. Mit Zandwijks Inszenierung von Storms Der Schimmelreiter wurde das Theater Bremen für das Berliner Theatertreffen 2019 nominiert. 2018/19 kam Armin Petras als Hausautor und Hausregisseur ans Theater Bremen, er inszeniert sowohl im Musiktheater als auch im Schauspiel, wo er mit Love you, Dragonfly, düsterer spatz am meer / (hybrid) america und Milchwald bisher drei der Stücke seines Alter Egos Fritz Kater zur Uraufführung brachte. Zur Spielzeit 2020/21 wechselte Sterr als geschäftsführende Dramaturgin ans Theater Oberhausen, seit der Spielzeit 2022 ist sie Intendantin am Theater Gießen. Seit 2020/21 ist Stefan Bläske, bis 2020 Dramaturg am NTGent, leitender Schauspieldramaturg am Theater.

Um 2021 umfasste das Schauspiel-Ensemble 20 Personen.

### Tanz
In der Spielzeit 1951/52 war mit Carl Orffs Carmina Burana in der Choreographie Herbert Junkers wurde erstmals ein Tanzstück aufgeführt. Anfangs wurde lediglich Ballett dargeboten und es war üblich, vor den jeweiligen Vorführungen Musikkomödien zu spielen. Dies änderte sich erst 1955, als Albert Libbert zu Beginn seiner Intendanz den damals erst neunundzwanzigjährigen Renzo Raiss als Ballettmeister verpflichtete und begann, das Ballett stärker zu fördern. Das Ensemble wurde – unter anderem durch das Engagement von acht US-Amerikanern – massiv aufgestockt und nun spielte man auch abendfüllende Choreographien.
1965 verpflichtete Kurt Hübner den zuvor in Hannover engagierten US-Amerikaner Richard Adama als Ballettdirektor. Adama konzentrierte sich auf das Genre der Klassik und hatte damit Erfolg. In der Spielzeit 1968/1969 folgte der zuvor in Köln tätige Tänzer und Jungchoreograph Johann Kresnik Adama nach. Kresnik revolutionierte das Tanztheater in der Hansestadt und inszenierte zahlreiche moderne Stücke mit innovativen Choreografien, Handlungen, Themen und Bühnenbildern. Während seine ersten Werke wenig Anklang fanden, hatte er mit seinen späteren Produktionen ab 1970 großen Erfolg – sowohl überregional, national, wie auch international. Das Bremer Theater entwickelte sich, ähnlich wie bereits in der Sparte Schauspiel, zu einem künstlerischen Experimentierlabor, welches die Tanztheater in der gesamten Bundesrepublik beeinflusste. Ab 1973 hatten Kresniks Stücke nahezu im Jahresabstand Premiere und wurden immer in den Tagen um den 20. Januar uraufgeführt. 1978 verließen Kresnik und Intendant Peter Stoltzenberg Bremen. In den folgenden Jahren wurde das Tanztheater maßgeblich von den neuen Ballettdirektoren Gerhard Bohner und Reinhild Hoffmann bestimmt, die die Sparte Anfang der 1980er-Jahre von Ballett des Theaters der Freien Hansestadt Bremen in Tanztheater Bremen umbenannten, nach dem Vorbild der Tanztheater in Darmstadt und Wuppertal und unter dem Gesichtspunkt, dass in Bremen seit 1968 kein einziges Ballettstück mehr aufgeführt worden war. Ab der Spielzeit 1981/1982 zeichnete Hoffmann als alleinige Leiterin verantwortlich. Nach fünf Jahren lief ihr Vertrag aus und sie wurde zu Beginn der Saison 1986/87 von Heidrun Vielhauer und Rotraut de Neve abgelöst. Diese vermochten jedoch nicht, das Tanztheater künstlerisch prägend zu gestalten und sahen sich daher vermehrt im Zentrum der öffentlichen Kritik. Aus diesem Grunde organisierte man 1989/1990 die sporadische Rückkehr von Johann Kresnik, der bereits in der ersten Spielzeit seines erneuten Engagements das Stück Ulrike Meinhof inszenierte und damit einen der Höhepunkte des Tanztheaters schuf. Die Produktion erhielt unter anderem den Theaterpreis Berlin.
Ab 1994 war der Schweizer Urs Dietrich die zentrale Gestalt des Tanztheater Bremen. In der Spielzeit 1996/1997 brachte er seine Choreographie Do re mi fa so Latitod auf die Bühne, die die Frankfurter Allgemeine Zeitung als einen „der Höhepunkte der Tanzspielzeit, nicht nur in Deutschland“ betrachtete. 2000 übernahm Dietrich nach sechs Jahren die Leitung der Sparte von Susanne Linke. Zur Spielzeit 2007/08 ging das Tanztheater eine Kooperation mit der Tanzcompagnie Oldenburg des Oldenburgischen Staatstheaters ein. Unter dem Namen nordwest arbeiten beide Sparten weiterhin autark und vernetzen ihre Produktionen. Die Künstler traten in beiden Städten auf, Inszenierungen wurden ausgetauscht, Gastspiele organisiert und gemeinsame Produktionen erarbeitet. Als Hauptspielstätte des Tanztheater Bremen fungierte lange Zeit das Concordia. Seit 2007 ist das Kleine Haus (ehemals Neues Schauspielhaus) Hauptspielstätte für den Tanz.
Zur Spielzeit 2012/13 übernahm der französisch-algerische Choreograf Samir Akika mit seiner Kompanie Unusual Symptoms die Leitung der Tanzsparte. Akika schrieb damit einerseits die Tradition bedeutender Protagonisten des Tanztheaters Bremen fort. Mit älteren Arbeiten wie dem international vielgetourten Stück, Extended Teenage Era und Neuproduktionen wie Funny, how? und Penguins & Pandas setzte er gleich zu Beginn einen von popkulturellen Einflüssen geprägten Stil durch, der in seinem Umgang mit Mitteln von Tanz, Theater, Film und Musik und eine deutliche Abkehr vom Stil seiner Vorgänger bedeutete. „Vergessen Sie alles, was Sie über das Bremer Tanztheater wissen. Jedenfalls über das der letzten Jahre. Es ist jetzt alles radikal anders. Der neue Chefchoreograf ist da: Samir Akika und seine Truppe ‚Unusual Symptoms‘.“, schrieb die taz zum Auftakt 2012. Kollektive Arbeitsweisen und ein starker Einbezug der individuellen Perspektiven und Erfahrungen des Ensembles bilden einen wichtigen Kern der Arbeit von Unusual Symptoms. Neben Kooperationen mit dem Goethe-Institut widmeten sich Akika und Unusual Symptoms mit dem von der Kulturstiftung des Bundes geförderten Projekt „Symptom Tanz“ auch verstärkt der Arbeit mit jugendlichen Akteuren. Zur Spielzeit 2018/2019 übergab Akika die Leitung der Tanzsparte und der Kompanie Unusual Symptoms an Alexandra Morales und Gregor Runge, die als Produktionsleiterin und Dramaturg bereits seit 2012 zum künstlerischen Leitungsteam im Tanz gehören. Samir Akika wechselte in die Position des Hauschoreografen und arbeitet daneben wieder verstärkt frei.
Alexandra Morales und Gregor Runge setzen seit 2018/2019 verstärkt auf ein Modell internationaler Zusammenarbeit und Koproduktion an der Schnittstelle von Stadttheater und Freier Szene. Neben der Arbeit mit Hauschoreograf Samir Akika entwickeln sie die Arbeit von Unusual Symptoms in der Zusammenarbeit mit wechselnden internationalen Choreografen weiter. Künstlerinnen und Künstler wie Adrienn Hód, Núria Guiu Sagarra, Máté Mészáros und Faye Driscoll erarbeiteten in Bremen häufig erstmals Produktionen in Deutschland und für ein festes Ensemble. Lola Arias, die Preisträgerin des Internationalen Ibsen-Preises 2024, arbeitete in Bremen mit Happy Nights zum ersten Mal im Tanz. Mit Coexist und Harmonia von Adrienn Hód/Unusual Symptoms sowie Pink Unicorns von Samir Akika/La Macana erhielt die Tanzsparte unter der gemeinsamen Leitung von Morales und Runge drei Einladungen zur renommierten Tanzplattform Deutschland. Harmonia wurde 2023 in Ungarn mit dem Rudolf Lábán-Preis als Tanzstück des Jahres ausgezeichnet. Neben den Vorstellungen in Bremen werden Unusual Symptoms und die Tanzsparte des Theater Bremen regelmäßig zu bedeutenden Tanzhäusern und Festivals im In- und Ausland eingeladen.
Neben den Produktionen der Tanzsparte ist das Theater Bremen Gastgeber und Mitveranstalter des 1985 gegründeten internationalen Tanzfestivals TANZ Bremen, einem der ältesten und renommiertesten zeitgenössischen Tanzfestivals Deutschlands.

### MOKS
1976 entwickelte das Bundesministerium für Bildung und Forschung die Initiative Modellversuch Künstler und Schüler (MoKS), auf deren Grundlage Jugendliche in über zwanzig westdeutschen Städten an das Theater herangeführt werden sollten. Auch in Bremen machte man es sich zum Ziel, Heranwachsenden mit Hilfe von Mitmachtheater und neuen pädagogischen Ansätzen die darstellende Kunst näher zu bringen. Das staatlich finanzierte Projekt endete 1982 bundesweit – einzig in Bremen verblieb das junge Theater als Institution innerhalb der Bildungsbehörde. Auf Grund des abgeschlossenen Versuchsstadiums erfolgte noch im gleichen Jahr die Umbenennung in Modelltheater Künstler und Schüler und das MoKS wurde als selbstständiges Theater an die Bremer Theater GmbH angeschlossen. Zwei Jahre darauf trat neben die bis dato praktizierte Mitmach- und Einbeziehungsphilosophie das Vorspieltheater als traditionelle Theaterform und abermals zwei Jahre später erfolgte die Angliederung des MoKS als eigene Sparte.
Pro Jahr werden vom Moks, das ein Ensemble von vier Darstellern hat und von Rebecca Hohmann geleitet wird, durchschnittlich vier Inszenierungen entwickelt, die hauptsächlich auf der eigenen Bühne, aber auch im Brauhauskeller dargeboten werden. Es handelt sich um Eigenproduktionen sowie um Adaptionen bekannter Kinder- und Jugendliteratur. Das künstlerische Profil zeichnet sich durch ästhetische Vielfalt aus, produziert werden verschiedene szenische Formen, angefangen bei Tanz und Performance über Sprechtheater bis zu Stückentwicklungen. Mit speziellen Angeboten richtet sich das Moks auch an Schulklassen, die in Bremen bei Schulvorstellungen freien Eintritt haben.
Anfang 2005 konstituierte sich am Moks mit den Jungen Akteuren eine eigene Theaterschule, ein bundesweit bis dato einmaliges Projekt. Ziel ist es, junge Menschen für die Bühne zu begeistern und ihnen die Grundzüge szenischen Spiels näherzubringen. Seit 2011 werden die Jungen Akteure von Nathalie Forstman geleitet. Es werden in jeder Spielzeit zwei bis drei eigene Produktionen entwickelt, die fest zum Spielplan des Jungen Theaters gehören und unterschiedliche Theaterwerkstätten für verschiedene Altersgruppen angeboten. Die Ergebnisse der Werkstätten werden einmal jährlich im Rahmen des so genannten Werkstattfestivals aufgeführt. Darüber hinaus gibt es pro Spielzeit zahlreiche Extra-Produktionen.
Moks und Junge Akteure bilden gemeinsam die Sparte Junges Theater Bremen.
Das Junge Theater Bremen ist bundesweit bekannt für außergewöhnliche Inszenierungen und erhält regelmäßig Einladungen zu Festivals wie dem deutschen Kinder- und Jugendtheatertreffen „Augenblick Mal!“ – dem bundesweiten Festival für Theater für Junges Publikum, „Hart am Wind“ oder dem Theatertreffen der Jugend in Berlin. Theo Fransz, Antje Pfundtner und das Kollektiv sputnic inszenieren regelmäßig am Moks. Für ihre Produktion Für Vier gewann Birgit Freitag in der Kategorie „Regie Kinder- und Jugendtheater“ 2019 den deutschen Theaterpreis DER FAUST. Der ging in der gleichen Kategorie ein Jahr später für ihre Moks-Produktion Ich bin nicht du an Antje Pfundtner.

## Spielstätten

### Theater am Goetheplatz

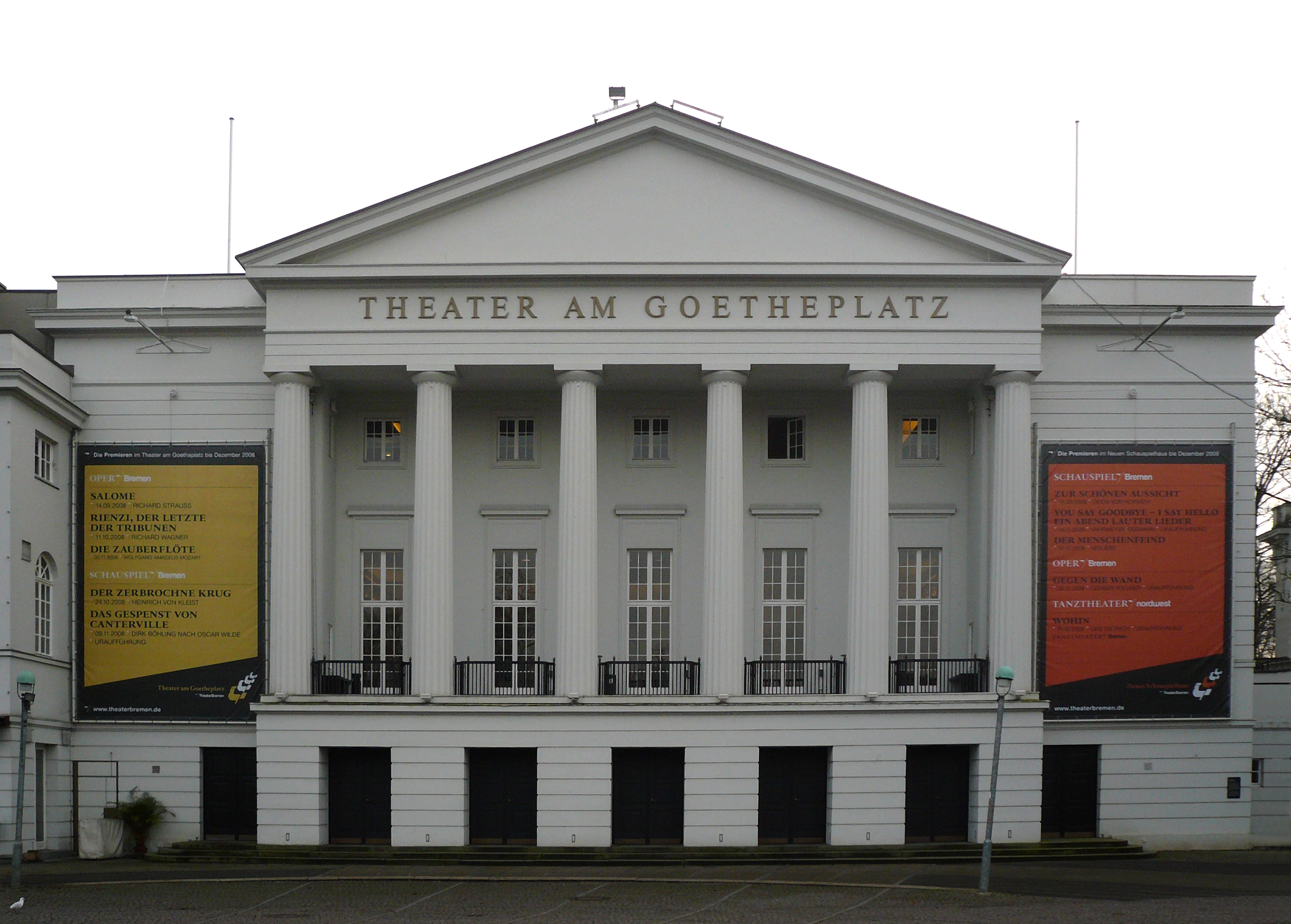
Das Theater am Goetheplatz

Das Theater am Goetheplatz, Goetheplatz Nr. 1–3 (oftmals fälschlicherweise Goethetheater genannt) ist die größte sowie die Hauptspielstätte des Theater Bremen. Es fungiert als ortsidentischer Nachfolgebau des alten Schauspielhauses von 1913 am Goetheplatz östlich der Altstadt, das im Zweiten Weltkrieg zerstört wurde. Der Neubau begann 1948, und nur zwei Jahre später konnte das Haus mit einer Aufführung von Goethes Egmont am 27. August 1950 wiedereröffnet werden. Es bietet heutzutage bis zu 868 Zuschauern Platz. Neben Musiktheater werden auf der Bühne auch Schauspielstücke, darunter alljährlich das traditionelle Weihnachtsmärchen, inszeniert.
Die Theaterkasse befindet sich links neben dem Theater am Goetheplatz, die jeweiligen Abendkassen sind für Vorstellungen im Kleinen Haus, Brauhaus und Brauhauskeller im Foyer des Kleinen Hauses und für Vorstellungen im Theater am Goetheplatz im Foyer im Theater am Goetheplatz.

### Kleines Haus

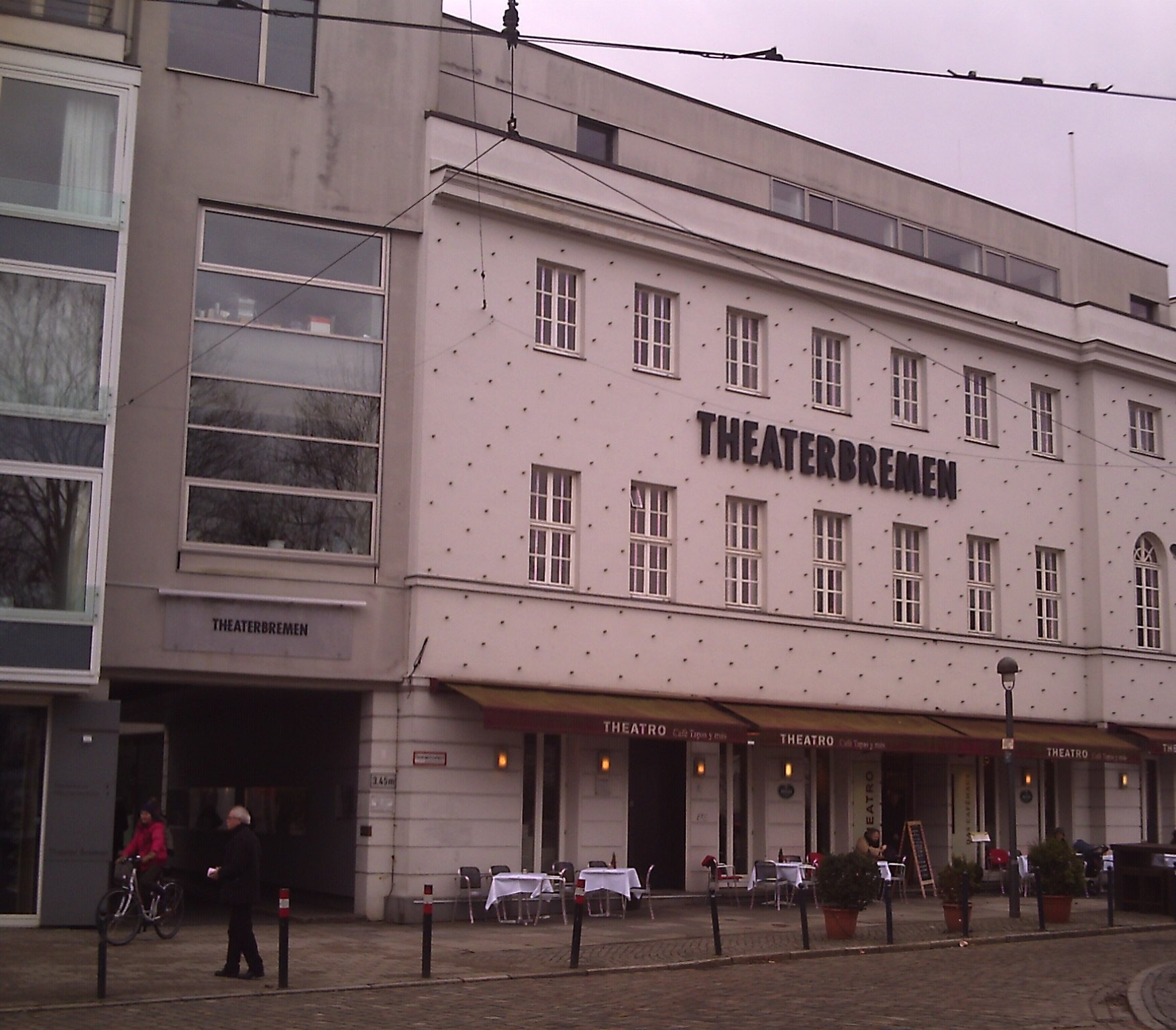
Eingang zum Theater vom Ostertorsteinweg aus

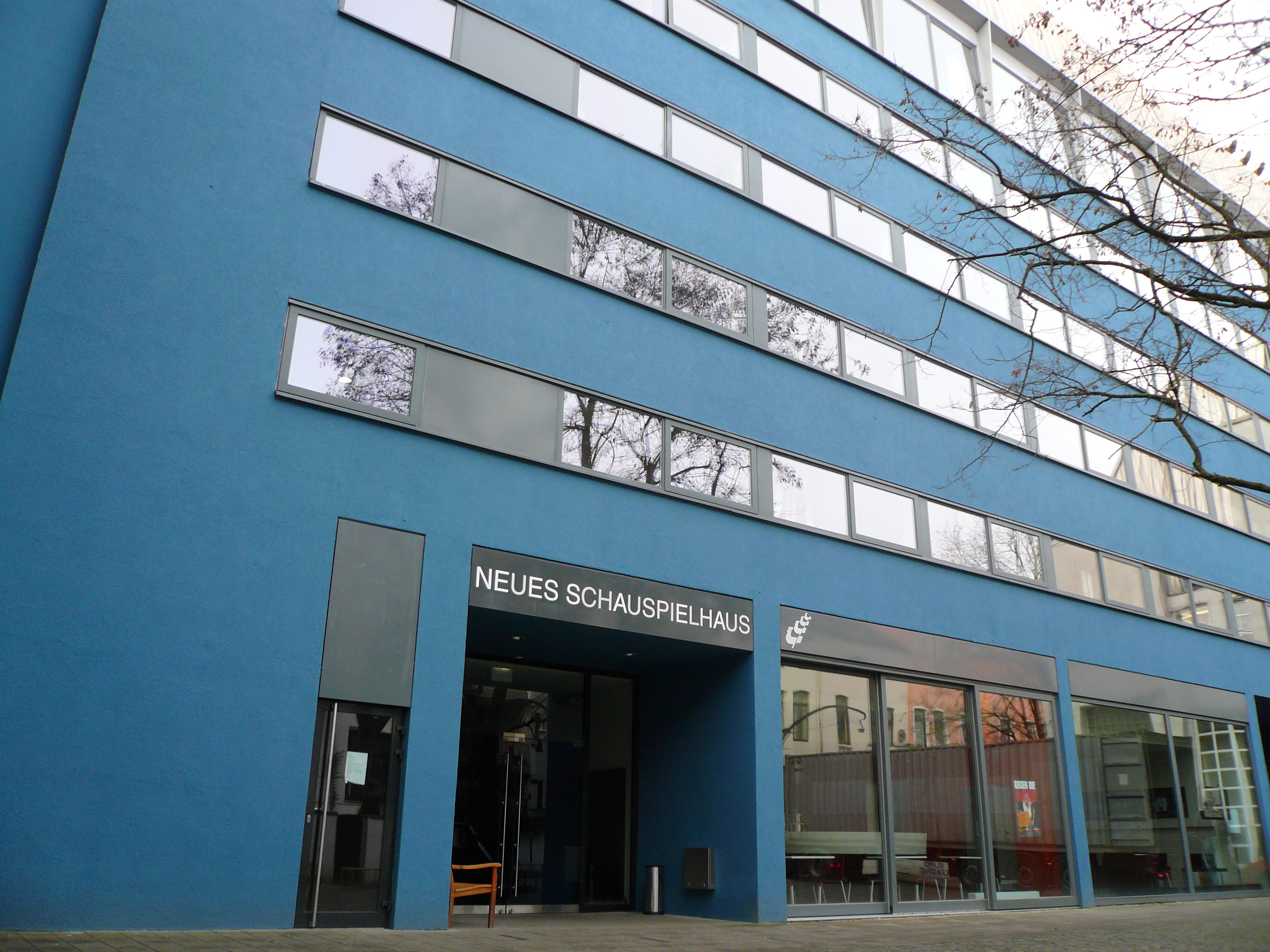
Der Eingang des Schauspielhauses im Dezember 2008

Das Neue Schauspielhaus (NSH) entstand als Folge lang anhaltender Proteste des Schauspielensembles und der Bremer Bürger gegen die Raumnot und eine drohende Schließung der Schauspielsparte. Es befindet sich unmittelbar neben dem Theater am Goetheplatz und ist über einen gemeinsamen Eingang vom Ostertorsteinweg aus erreichbar. Am 17. August 1983 bewilligte der Senat der Freien Hansestadt Bremen unter Hans Koschnick auf der Grundlage der vorgelegten Pläne acht Millionen Mark für den Neubau einer Spielstätte. Deren Grundsteinlegung erfolgte bereits wenige Tage später, also noch vor Beginn der Spielzeit 1983/1984 auf dem Milsegrundstück südöstlich des Theater am Goetheplatz im Winkel der Bleicherstraße und der Mozartstraße. Innerhalb von 14 Monaten konstruierte man einen modernen, schlichten Theaterbau ohne jedwede äußere Verzierungen, der im Norden mit dem Theater am Goetheplatz und im Süden mit der ehemaligen Brauhaus-Kesselhalle in Verbindung steht.
Die Eröffnung des Neuen Schauspielhauses wurde am 2. November 1984 mit der Darbietung von Carl Sternheims Die Hose in der Inszenierung von Torsten Fischer gefeiert, der in den beiden darauf folgenden Tagen als Komplettierung der Trilogie Sternheims Stücke Der Snob und 1913 folgten.
Während der Spielzeit 1999/2000 erfolgte eine Sanierung des Gebäudes. Es erhielt im Spätsommer 2000 ein großes Tonnendach, für das sich im Sprachgebrauch der Bremer schnell die Bezeichnung „Pierwoßtonne“, nach dem damaligen Intendanten Klaus Pierwoß, etablierte. Die Höhe des Hauses verdoppelte sich im Zuge der Bauarbeiten von 14 auf 28 Meter, und die südliche Rückfront des Gebäudes wurde um einen neun Meter breiten Vorbau erweitert, der Büroräume und Werkstätten aufnahm, ein Ausbau, der auch auf Kritik stieß. Durch den Umbau des Neuen Schauspielhauses schuf man deutlich mehr Raum für die Kulissen, die Proberäume und die Werkstätten, und unter dem neuen Dach fanden ein neuer Fundus sowie zwei große Probebühnen, benannt nach Kurt Hübner und Johann Kresnik, Platz.
Das Neue Schauspielhaus besaß 332 Sitzplätze (229 im Parkett und 103 im Rang) und war das zweitgrößte Haus des Theaters Bremen. Zu sehen sind im Kleinen Haus sowohl Schauspiel als auch Tanz. Östlich an das Gebäude schließt sich der noch zum Grundstück des Theaters gehörende St.-Pauli-Hof an, der dem Neuen Schauspielhaus als Vorplatz dient. Im Dezember 2011 wurde bekannt, dass der ab 2012 amtierende Intendant Michael Börgerding beabsichtigte, das Schauspielhaus erneut umbauen zu lassen. Die Zuschauersituation sollte komfortabler, die Sicht auf die Bühne verbessert und auch die Bühnentechnik sollte erneuert werden. Dadurch reduzierte sich ab der Spielzeit 2012/13 die Zahl der Plätze auf 200. Als neuer Name der Bühne wurde Kleines Haus gewählt.

### Brauhauskeller

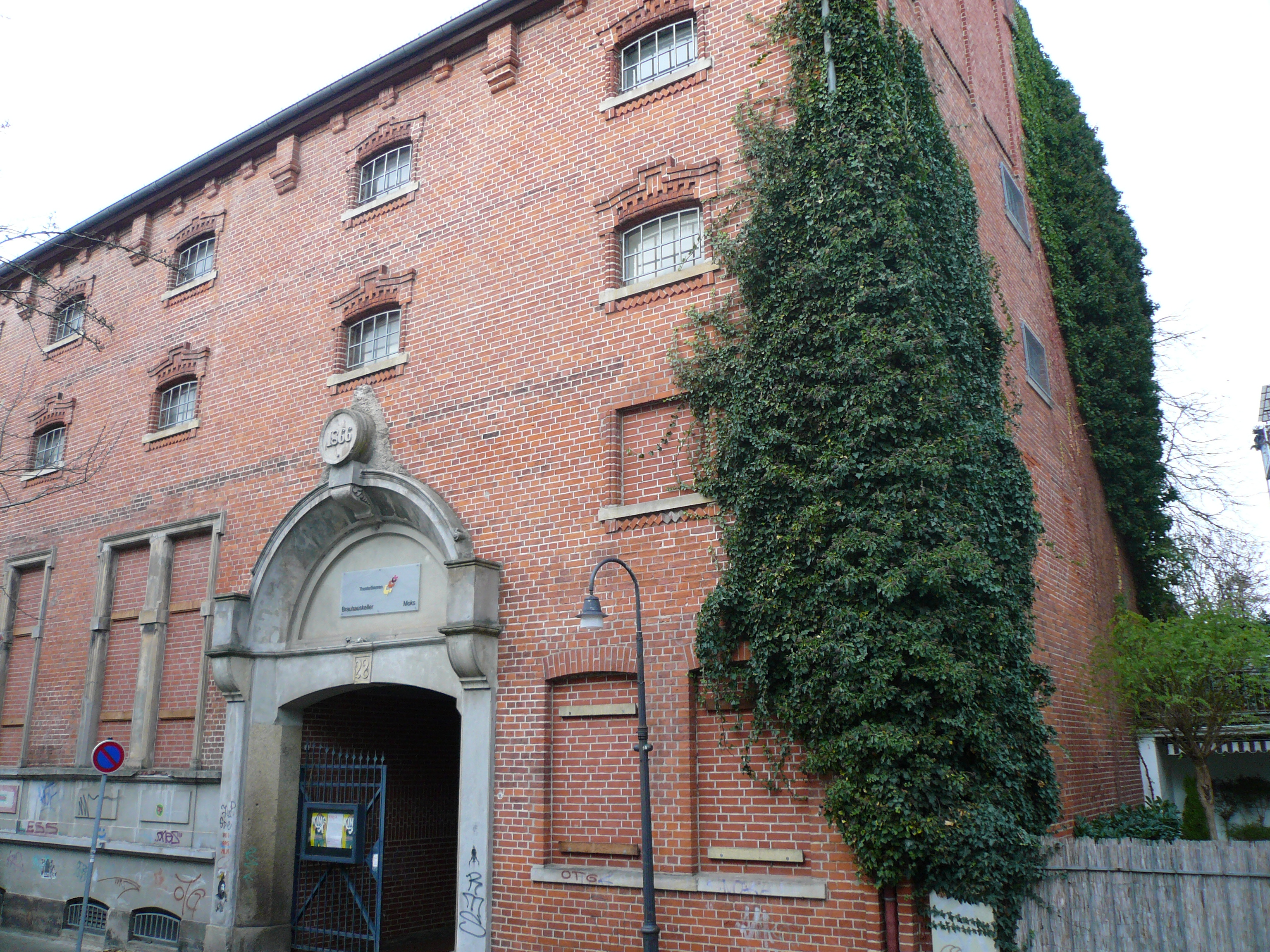
Die ehemalige Brauhaus-Kesselhalle an der Bleicherstraße beherbergt heute den Brauhauskeller und das MoKS

Der Brauhauskeller ist die kleinste Spielstätte des Theaters Bremen. Er wurde 1992 in der ehemaligen Kesselhalle der St. Pauli-Brauerei an der Bleicherstraße hinter dem Neuen Schauspielhaus eröffnet. Über eine Treppe gelangt man in das Kellergewölbe, welches in zwei kleine Zuschauerräume aufgeteilt ist: Die Spiel- und die Leseröhre. Erstere bietet als Raumbühne maximal 60 Besuchern Platz, während in Letzterer die Stühle locker um Tische gruppiert werden können. Es sind keine Sitze fest installiert, weshalb die Anzahl variiert. Durch die geringe Größe wird eine intensive Beziehung zwischen Darstellern und Zuschauern erzeugt. Der Brauhauskeller wird vom Schauspiel als Studiobühne für die Produktion neuer Stücke benutzt. Aber auch Soloabende und Lesungen komplettieren das Programm der Spielstätte.

### MOKS
Das Moks erlebte im Laufe seiner Geschichte zahlreiche Spielstättenwechsel. 1980 bezog es Räumlichkeiten in der Weserburg auf dem Teerhof. 1988 sahen sich die Verantwortlichen gezwungen, diese zu verlassen, da deren Kapazitäten für das Neue Museum Weserburg benötigt wurden. Die Folgejahre waren daher bestimmt durch mehrere Umzüge und provisorische Spielstätten. So gastierte man beispielsweise in einer alten Turnhalle, in einem Bus und in verschiedenen Klassenräumen. Schließlich zog das MoKS im August 1992 ebenfalls in das alte Brauereigebäude, allerdings in das erste Obergeschoss. Dort hat es seinen festen und dauerhaften Sitz gefunden, besitzt eine variable Raumbühne und kann maximal 99 Zuschauer aufnehmen. Der Eingang zum Moks befindet sich direkt gegenüber dem Eingang zum Brauhauskeller in einer Tordurchfahrt.

## Auszeichnungen
Schauspiel
- 1966: Einladung zum Berliner Theatertreffen für das Schauspiel Frühlings Erwachen in der Inszenierung von Peter Zadek
- 1968: Einladung zum Berliner Theatertreffen für das Schauspiel Maß für Maß in der Inszenierung von Peter Zadek
- 1970: Einladung zum Berliner Theatertreffen für das Schauspiel Torquato Tasso in der Inszenierung von Peter Stein
- 1972: Einladung zum Berliner Theatertreffen für das Schauspiel Bremer Freiheit in der Inszenierung von Rainer Werner Fassbinder
- 1974: Einladung zum Berliner Theatertreffen für das Schauspiel Das letzte Band in der Inszenierung von Klaus Michael Grüber
- 1979: Einladung zum Berliner Theatertreffen für das Schauspiel Antigonae in der Inszenierung von Ernst Wendt
- 1979: Einladung zum Berliner Theatertreffen für das Schauspiel Maria Stuart in der Inszenierung von Nicolas Brieger
- 1989: Einladung zum Berliner Theatertreffen für das Schauspiel Der arme Vetter in der Inszenierung von Günter Krämer
- 1998: Einladung zu den Duisburger Akzenten für das Schauspiel Marat/Sade in der Inszenierung von Andrej Woron
- 2011: Auszeichnung der Produktion Die Räuber in der Inszenierung von Volker Lösch als eine der zehn besten Inszenierungen des Jahres 2010 durch das Online-Magazin nachtkritik.de

Musiktheater 
- 1997: „Bayerischer Theaterpreis“ für die Oper Macbeth
- 2007: „Opernhaus des Jahres“ der Opernwelt
- 2009: „Europäischer Toleranzpreis“ des KulturForum Europa e. V. für die Oper Gegen die Wand
- 2020: „Der deutsche Theaterpreis DER FAUST“ in der Kategorie „Sängerdarsteller“ an Patrick Zielke für seinen Baron Ochs in Der Rosenkavalier unter der Musikalischen Leitung von Yoel Gamzou und in der Regie von Frank Hilbrich.

Tanztheater
- 1983: Einladung zum Berliner Theatertreffen für das Tanzstück Könige und Königinnen in der Inszenierung von Reinhild Hoffmann
- 1984: Einladung zum Berliner Theatertreffen für das Tanzstück Callas in der Inszenierung von Reinhild Hoffmann
- 1986: Einladung zum Berliner Theatertreffen für das Tanzstück Föhn in der Inszenierung von Reinhild Hoffmann
- 1990: Einladung zum Berliner Theatertreffen für das Tanzstück Ulrike Meinhof in der Inszenierung von Johann Kresnik
- 1990: „Theaterpreis Berlin“ für das Tanzstück Ulrike Meinhof und Johann Kresnik
- 1992: Einladung zum Berliner Theatertreffen für das Tanzstück Frida Kahlo in der Inszenierung von Johann Kresnik
- 1993: Einladung zum Berliner Theatertreffen für das Tanzstück Wendewut in der Inszenierung von Johann Kresnik
- 2020: Einladung zur Tanzplattform Deutschland mit Coexist von Adrienn Hód – Hodworks und Unusual Symptoms.

MoKS
- 2004: Kurt-Hübner-Preis (zusammen mit Klaus Schumacher)
- 2011: ASSITEJ-Preis für die Jungen Akteure
- 2012: Bremer Stadtmusikantenpreis
- 2019: „Der deutsche Theaterpreis DER FAUST“ in der Kategorie „Regie Kinder und Jugendtheater“ für Birgit Freitag und ihre Moks-Produktion Für vier.
- 2020: „Der deutsche Theaterpreis DER FAUST“ in der Kategorie „Regie Kinder und Jugendtheater“ für Antje Pfundtner und ihre Moks-Produktion Ich bin nicht du.

Allgemeines
- 1976: „Deutscher Kritikerpreis“ für George Tabori
- 1979: „Theater des Jahres“ von Theater heute
- 2007: „Preis der Deutschen Theaterverlage“ des Verbandes Deutscher Bühnen- und Medienverlage
- 2008: „Highlight 2008“ des Marketing-Club Bremen
- 2008: „red dot design award“
- 2009: Kulturpreis „Grenzgänger“ der Evangelischen Kirche in Deutschland

## Besucherzahlen
| Spielzeit | Besucher | Abweichung |
| --------- | -------- | ---------- |
| 2001/2002 | 218.000  | ?          |
| 2002/2003 | 240.000  | + 10,1 %   |
| 2003/2004 | 200.000  | − 16,7 %   |
| 2004/2005 | 213.000  | + 6,5 %    |
| 2005/2006 | 199.000  | − 6,6 %    |
| 2006/2007 | 202.000  | + 1,5 %    |
| 2007/2008 | 217.000  | + 7,4 %    |
| 2008/2009 | 293.000  | + 35,0 %   |
| 2009/2010 | 165.276  | − 43,6 %   |
| 2010/2011 | 151.490  | − 8,3 %    |
| 2011/2012 | 155.242  | + 2,4 %    |
| 2012/2013 | 147.005  | - 5,3 %    |
| 2013/2014 | 166.720  | + 13,4 %   |
| 2014/2015 | 160.472  | - 3,9 %    |
| 2015/2016 | 146.500  | - 9 %      |

## Intendanz
- 1913–1940: Johannes Wiegand
- 1940–1943: Eduard Ichon
- 1943: Hans Tannert
- 1943–1944: Curt Gerdes
- 1949–1954: Willi Hanke
- 1954–1955: Conrad Heinemann (kommissarisch)
- 1955–1962: Albert Lippert
- 1962–1973: Kurt Hübner
- 1973–1978: Peter Stoltzenberg
- 1978–1985: Arno Wüstenhöfer
- 1985–1992: Tobias Richter
- 1992–1993: Hansgünther Heyme
- 1993–1994: Rolf Rempe (kommissarisch)
- 1994–2007: Klaus Pierwoß
- 2007–2010: Hans-Joachim Frey
- 2010–2012: Direktorium (Rebecca Hohmann, Marcel Klett, Patricia Stöckemann, Hans-Georg Wegner, Martin Wiebcke)
- 2012–2025: Michael Börgerding[63]